# Hettita Birodalom
A Hettita Birodalom (hettita 𒆳𒌷𒄩𒀜𒋾 vagy 𒆳𒌷𒄩𒀀𒋾 KUR URUḫa-a/at-ti) az i. e. 2. évezred jelentős anatóliai nagyhatalma volt, az indoeurópainak tartott hettiták állama. Legnagyobb kiterjedése idején uralma Anatólia nagy részén kívül kiterjedt Szíria, Kánaán és Mezopotámia egy részére is. A birodalomnak több virágzó és hanyatló időszaka volt, végül i. e. 1200–1190 körül a tengeri népek támadásai és belső problémáinak következtében összeomlott. Évszázadokig létező hettita utódállamokat hagyott maga után, az újhettita királyságokat, amelyek egészen az i. e. 8. század legvégéig fenntartották a hettita államiságot, kultúrát és nyelvet.
A Hettita Birodalom jelentős szerepet játszott a későbbi anatóliai népek etnogenezisében, így a görögökében is. Kulturális hatása szinte felmérhetetlen abból a szempontból, hogy kapcsolatot jelent az i. e. 3. évezred ókori közel-keleti népei és az i. e. 1. évezred mediterrán népeinek kultúrája között. Felvevő, megtartó és átadó szerepet játszott. Az építészetben a fellegvárak, palotakomplexumok terjedtek Mezopotámiából nyugat felé. A hettita mitológiai elemei megjelennek a nyugatabbra eső, későbbi népeknél. A haditechnikában a görög kardtípusok első megjelenései, a félelmetes hettita harci szekér említendő. Mindemellett jelentős hettita eredetű nyelvelemek is átkerültek a görögbe, majd – valószínűleg etruszk és görög együttes közvetítéssel – a latinba.

## A hettita név eredete
A mai használatban a hettita népnév a héber cheta származéka. A biblikus időkben az újhettita népeket értették rajta, amelyek szétszóródtak a Közel-Kelet teljes területén. Ez a névalak azonban közel áll ahhoz, amit a hettiták saját magukra használtak, és mind a saját nyelvükön, mind az asszír nyelven ḫa-at-ti formában írták. A név etimológiája szerint Hattum népe. Az i. e. 2. évezred elején több asszír kereskedőkolónia nevében megtalálható a hattum névelem, például Puruš-Ḫattum település esetén.
Két elképzelést lehet a fenti tényből levezetni. Egyetlen olyan település ismert, amely előtag nélkül, csak önmagában Hattum vagy Ḫattuš, ez pedig – hettita nyelven – Hattuszasz (URUḪa-at-tu-ša-a/aš), vagyis „Hattum vára”. A „Hatti földje” és „Hatti népe” kifejezések már a Hettita Birodalom államiságának kezdeti szakaszából valók, amikor I. Hattuszilisz – amely név jelentése: „ember Hattuszból” – Hattuszaszba tette át a királyi székhelyet. Ebből az is következik, hogy a Hattuszilisz előtt használt népnevet – ha egyáltalán volt ilyen – nem ismerjük.
A másik magyarázat szerint az asszírok az egész általuk kolonizált anatóliai területet Hattumnak nevezték. Ez a hettiták által később Felső-Hattinak nevezett térség. Ez esetben a hattum népe kifejezés az asszír kolóniák és territóriumok őslakosságára vonatkozik, és a hattumiak azonosak a neszai hettitákkal. A hettita név viszonylagos elterjedtsége és egyöntetűsége ez utóbbi feltevést valószínűsíti.

## A hettita nép eredete, származása és összetétele

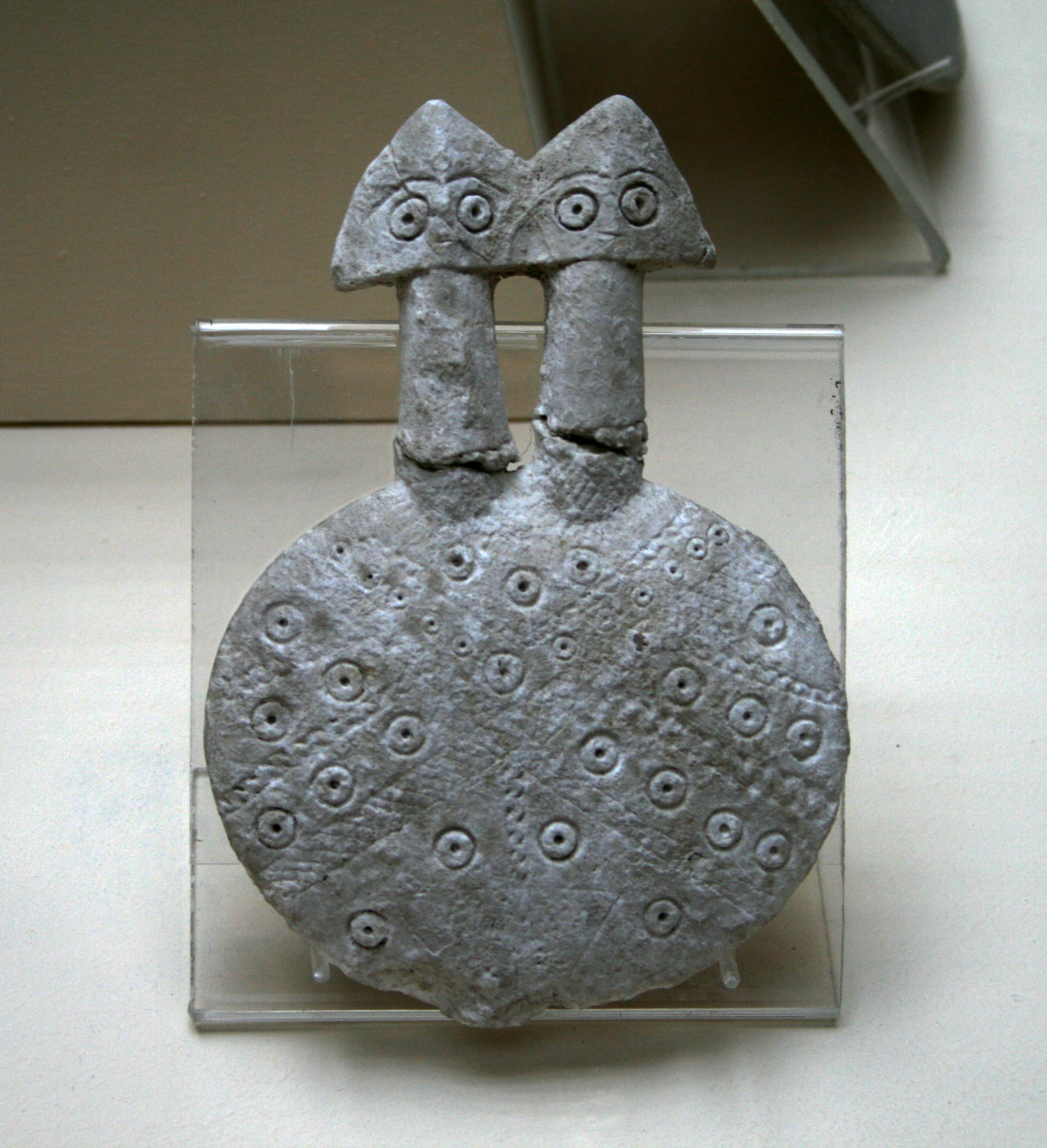
Kétfejű Anyaistennő Kanisból

A mai Közép-Törökország területét az i. e. 3. évezredben a hattik lakták. Ennek a népnek sem az etnikuma, sem a beszélt nyelve nem ismert.
A későbbi hettiták eredetére vonatkozóan két alapelgondolás létezik. Az egyik szerint a hettiták idegen, bevándorló etnikumot képeztek, a másik szerint a helyben lakók utódai. A bevándorlást két irányból, nyugatról és keletről is próbálják magyarázni, vagyis a hettiták eredetére gyakorlatilag minden lehetséges variáció elképzelhető. (Anatóliát délről és északról tenger határolja.)
A nyelvcsaládelméletekből következő, ma már hagyományosnak számító elképzelés szerint az i. e. 3. évezred végén jelentős népmozgás söpört végig Anatólián: megjelentek a kaukázusi eredetű hurrik és az indoeurópai neszaiak, luvik és palaik. Ez a keleti származás elmélete.
A nyugati elmélet szerint a Balkán-félszigetről vándoroltak át szintén az i. e. 3. évezred folyamán.
Azonban a régészeti leletek nem támogatnak népességcserés vagy felülrétegződéses elméletet, az egész népvándorlási feltevés csak a nyelvészeti eredményekre támaszkodik. Ezért feltehető az is, hogy nem népmozgás hozta létre a hettita népet, hanem az asszír kolonizáció hatására váltak a korábban helyben lakó különböző népességek viszonylag egységessé. Ezt Colin Renfrew vetette fel. Sokszor hivatkoznak arra, hogy több települést tűz pusztított el ebben az időszakban, harcok, ostromok nyomai kerülnek elő. Azonban a tüzek alatt és felett nincs különbség az anyagi kultúrában, így ez nem bizonyíték a népvándorlásra. Az elpusztított települések lehetnek az őslakosság asszírok elleni lázadásainak nyomai, a későbbiekben pedig a feltörekvő városkirályságok összecsapásainak emlékei.
A három fő hettita népcsoport Anatólia különböző régióiban élt. A palaik északnyugaton, a luvik a fennsík déli szegélyén, a neszaiak az asszír Hattum területén. A luvi nép a Hettita Birodalom története során Dél- és Nyugat-Anatóliában nagy területen terjedt el, luvi nyelvű helyneveket már Trója környékén (Taruisza?), Viluszában is azonosítottak. A nagy földrajzi távolságoknak és a luvik által lakott független országoknak köszönhetően a luvi nép tovább differenciálódva az északi és déli lukkák törzsének őse, amelyeknek nyelve (lükA, lükB és lükC) is a luvi nyelvből származik. A luvik talán az akhájok etnogenezisében is részt vettek, mindenesetre az arzavai térség luviak által lakott részén terült el az i. e. 2. évezredbeli Ahhijava királyság. A luvi nyelv és a luvi írás későbbi nagy jelentősége és elterjedése miatt bizonyos, hogy a hettita etnogenezisben a luvik nagy szerepet játszottak.
A korai hettita időkről nem sokat tudunk. A vidék első írásos forrásai az Óasszír Birodalom intenzív kereskedelmi tevékenységének köszönhetőek. Az asszír territóriumok a Hattum nevű földrajzi egységet képezték, a hettiták által később Felső-Hattinak, hettita nyelven mātum elītum nevű térségre korlátozódnak, amely Anatólia belső vidékeit, a később Kappadókiának nevezett térséget, elsősorban a Marasszanta, a klasszikus kori Halüsz folyó felső és középső szakaszát és a Tuz-tó közvetlen környékét jelenti. Alsó-Hatti, vagyis mātum šaplītum mentes maradt az asszír jelenléttől. Némiképp azonban eltér az asszír és a hettita Hattum és Felső-Hatti megnevezés jelentése, így például a Purushattum nevű asszír kolónia a Hattum területén volt, de a hettita időszakban Puruszhanda Alsó-Hattihoz tartozott.
Az asszír kulturális hatás nyomai a teljes hettita történelemben megjelennek. A mezopotámiai típusú vallási elképzelések terjedése, az akkád, sőt sumer nyelv elemeinek beolvadása, az ékírás átvétele és annak asszír szabályok szerinti használata és később egyszerűsítése, a kormányzati módszerek, a közigazgatás jellege mind asszír mintákra utal. Figyelemre méltó, hogy a Hattum területén kívül lakó hettiták (palaiak és luvik) nem használtak ékírást, és a nyelvük is más jellegeket mutat, valamint a Hettita Birodalom kiépítése is a neszai hettitáktól indult ki. A későbbiekben a hettitának tekintett népcsoportok, így a neszaiak, luvik, palaiak önálló fejlődésen mentek át, önálló nyelveket alakítottak ki, és sajátos kultúrákat hoztak létre. A birodalom vezető etnikuma, a neszai hettiták az i. e. 15. század folyamán erős hurrizálódáson estek át.

## Az indoeurópai nyelvek problémája
A hettiták szempontjából lényeges kérdés az indoeurópai nyelvcsaládhoz tartozás elmélete. A klasszikus indogermán elmélet szerint a hettita nyelv az indoeurópai nyelvcsalád anatóliai ágához tartozik, és kihalt a többi anatóliai nyelvvel együtt. Az indoeurópai időrend azonban súlyos problémákkal küzd. Első nyelvemlékei – a hettitákat nem számítva – a Védák szanszkrit irodalma. Ezeket azonban majdnem ezer évvel későbbinek tartjuk ma, mint amikor rájuk alapozva az indogermán elméletet felállították. Az i. e. 1. évezred első felénél nem korábbról származó írásos emlékek alapján i. e. 5000-ig visszanyúló indoeurópai őstörténetet szerkesztettek nyelvi alapon. Ennek eredménye egy olyan nyelvcsaládfa lett, amelyben az anatóliai nyelvek a proto-indoeurópai nyelv kihalt mellékágát képezik.
Ezzel szemben Colin Renfrew már 1989-ben publikálta azt az elképzelését, hogy az indoeurópai népek őshazája Anatólia. Ez alapvetően módosítja az iráni fennsíkról vagy éppen Európából származtatott nyelvcsaládra vonatkozó elképzeléseket, hiszen azt jelenti, hogy az anatóliai nyelvek azonosak a proto-indoeurópai nyelvvel, és nem mellékágát, hanem alapját képezik annak. Ez esetben nem kell a hettita nyelveket beszélő népek i. e. 3. évezred végi bevándorlását feltételezni ahhoz, hogy kapcsolatuk legyen az indoeurópai nyelvekkel, ezenkívül az elmélet magyarázatot ad olyan, még korábbi nyelvelemek indoeurópai nyelvekben közös létére, amelyek már a hettita nyelvekre is hatással voltak.
Hagyományos nyelvcsaládfa Thomas V. Gamkrelidze közlése szerint:
|           |           |           |           | Protoindoeurópai |           |  |  |                    |                    |                    |                    |                    |                    |  |  |                    |                    |                    |                    |                    |                    |  |  |                   |                   |                   |                   |                   |                   |
|           |           |           |           |                  |           |  |  |                    |                    |                    |                    |                    |                    |  |  |                    |                    |                    |                    |                    |                    |  |  |                   |                   |                   |                   |                   |                   |
|           |           |           |           |                  |           |  |  |                    |                    |                    |                    |                    |                    |  |  |                    |                    |                    |                    |                    |                    |  |  |                   |                   |                   |                   |                   |                   |
| Anatóliai | Anatóliai | Anatóliai | Anatóliai | Anatóliai        | Anatóliai |  |  | Kelta-italo-tokhár | Kelta-italo-tokhár | Kelta-italo-tokhár | Kelta-italo-tokhár | Kelta-italo-tokhár | Kelta-italo-tokhár |  |  | Balti szláv-germán | Balti szláv-germán | Balti szláv-germán | Balti szláv-germán | Balti szláv-germán | Balti szláv-germán |  |  | Árja-görög-örmény | Árja-görög-örmény | Árja-görög-örmény | Árja-görög-örmény | Árja-görög-örmény | Árja-görög-örmény |

A nyelvcsaládfa Colin Renfrew anatóliai származási elmélete alapján:
| Anatóliai alapnépesség ismeretlen nyelve | Anatóliai alapnépesség ismeretlen nyelve | Anatóliai alapnépesség ismeretlen nyelve | Anatóliai alapnépesség ismeretlen nyelve | Anatóliai alapnépesség ismeretlen nyelve | Anatóliai alapnépesség ismeretlen nyelve |  |  | Akkád és asszír    | Akkád és asszír    | Akkád és asszír    | Akkád és asszír    | Akkád és asszír    | Akkád és asszír    |  |  | Amorita (nyugati sémi) | Amorita (nyugati sémi) | Amorita (nyugati sémi) | Amorita (nyugati sémi) | Amorita (nyugati sémi) | Amorita (nyugati sémi) |  |  | Sumer(?) | Sumer(?) | Sumer(?) | Sumer(?) | Sumer(?) | Sumer(?) |  |  |  |  |  |  |  |  |  |  |  |  |  |  |  |  |  |  |  |  |  |  |
| Anatóliai alapnépesség ismeretlen nyelve | Anatóliai alapnépesség ismeretlen nyelve | Anatóliai alapnépesség ismeretlen nyelve | Anatóliai alapnépesség ismeretlen nyelve | Anatóliai alapnépesség ismeretlen nyelve | Anatóliai alapnépesség ismeretlen nyelve |  |  | Akkád és asszír    | Akkád és asszír    | Akkád és asszír    | Akkád és asszír    | Akkád és asszír    | Akkád és asszír    |  |  | Amorita (nyugati sémi) | Amorita (nyugati sémi) | Amorita (nyugati sémi) | Amorita (nyugati sémi) | Amorita (nyugati sémi) | Amorita (nyugati sémi) |  |  | Sumer(?) | Sumer(?) | Sumer(?) | Sumer(?) | Sumer(?) | Sumer(?) |  |  |  |  |  |  |  |  |  |  |  |  |  |  |  |  |  |  |  |  |  |  |
|                                          |                                          |                                          |                                          |                                          |                                          |  |  |                    |                    |                    |                    |                    |                    |  |  |                        |                        |                        |                        |                        |                        |  |  |          |          |          |          |          |          |  |  |  |  |  |  |  |  |  |  |  |  |  |  |  |  |  |  |  |  |  |  |
|                                          |                                          |                                          |                                          | Anatóliai (PIE)                          |                                          |  |  |                    |                    |                    |                    |                    |                    |  |  |                        |                        |                        |                        |                        |                        |  |  |          |          |          |          |          |          |  |  |  |  |  |  |  |  |  |  |  |  |  |  |  |  |  |  |  |  |  |  |
|                                          |                                          |                                          |                                          |                                          |                                          |  |  |                    |                    |                    |                    |                    |                    |  |  |                        |                        |                        |                        |                        |                        |  |  |          |          |          |          |          |          |  |  |  |  |  |  |  |  |  |  |  |  |  |  |  |  |  |  |  |  |  |  |
|                                          |                                          |                                          |                                          |                                          |                                          |  |  |                    |                    |                    |                    |                    |                    |  |  |                        |                        |                        |                        |                        |                        |  |  |          |          |          |          |          |          |  |  |  |  |  |  |  |  |  |  |  |  |  |  |  |  |  |  |  |  |  |  |
| Kelta-italo-tokhár                       | Kelta-italo-tokhár                       | Kelta-italo-tokhár                       | Kelta-italo-tokhár                       | Kelta-italo-tokhár                       | Kelta-italo-tokhár                       |  |  | Balti szláv-germán | Balti szláv-germán | Balti szláv-germán | Balti szláv-germán | Balti szláv-germán | Balti szláv-germán |  |  | Árja-görög-örmény      | Árja-görög-örmény      | Árja-görög-örmény      | Árja-görög-örmény      | Árja-görög-örmény      | Árja-görög-örmény      |  |  |          |          |          |          |          |          |  |  |  |  |  |  |  |  |  |  |  |  |  |  |  |  |  |  |  |  |  |  |

Ezek nagyon leegyszerűsített leszármazási táblázatok, a valóságban sokszorosan összetett és területenként eltérő jelentőségű nyelvi hatásokkal kell számolni, ami az anatóliai nyelvek differenciálódásához vezetett. Emellett az utóbbi elképzelés következményeképp jelentősen lerövidül az indoeurópai népek története, az i. e. 5000 körüli nyelvi modell helyett egy régészetileg is ismert kor, az i. e. 3. évezred válik történelmük kezdetévé.

## A hettita kronológia
A hettita kronológia egészen a hettita újbirodalom koráig, I. Szuppiluliumasz uralkodásáig nagyon instabil. Szuppiluliumaszt biztosan el lehet helyezni az ókortörténetben az egyiptomi kapcsolódásai révén. Azonban már egy-két generációval Szuppiluliumasz előtt elvész a kronologizálás lehetősége, mivel csak a hattuszaszi uralkodók saját feliratos emlékeire támaszkodhatunk, amelyek töredékesen maradtak fenn. Még az ismert uralkodónevek sem biztosak, nemhogy uralkodásuk sorrendje, vagy uralmuk időtartama. Az ismert hettita uralkodók és a tőlük származó adatok bizonytalansága miatt csak néhány mezopotámiai és szíriai érintkezési pont rögzíti a kronológiában a hettita történelmet. Ezek Pambasz, aki bizonyosan Narám-Szín kortársa volt, valamint Anumhervasz és I. Jarimlím, Anittasz és I. Samsi-Adad, I. Murszilisz és Szamszu-ditána korrelálása. Ez a néhány név és dátum az, aminek alapján a hettita kronológia felállítható, mivel más korai uralkodók a kortárs feljegyzésekben nem jelennek meg, vagy csak olyan helyen, amely szintén bizonytalan.
Problémát jelent még a datálásban, hogy Mezopotámia is három kronológiai rendszerrel írható le 
, a rövid, középső és hosszú kronológiákkal, ezek közt akár 150 év eltérés is lehet. Ebből következik az, hogy a nagyon gyengén ismert hettita középbirodalom és az azt követő átmeneti jellegű időszak néhány évtizedtől két évszázadig is terjedhet. A hosszú kronológia érvényessége esetén a hettita történelem fél évezredéből kétszáz év teljesen ismeretlen. Ezért a hettita dátumok I. Szuppiluliumasz előtt nagy óvatossággal kezelendők.

## A Hettita Birodalom története

### Territoriális királyságok kora (i. e. 24 – 18. század)

#### Asszírok
Hattum a fémek (ezüst és réz, a korai időkben ón) kiemelkedő bőségű lelőhelye volt, az itt lakó népek pedig az állattenyésztés révén messze földön híres termékeket hoztak létre, amelyek közül elsősorban a gyapjú említendő. Mezopotámia viszont fémekben szegény, de mezőgazdasági termékekben gazdag terület. Már akkád kereskedők is jártak e tájon, majd az asszírok az óasszír kereskedelem korában e kincsek kiaknázására számos autonóm kereskedelmi telepet (kárum) és kisebb lerakatot (wabartum) hoztak létre Assurból kiinduló kereskedelmi útvonalaik végállomásaként és köztes átrakodó-, pihenőhelyeként Anatóliában. Messze a legjelentősebb ezek közül a hatalmas mennyiségű ránk maradt ékírásos anyag miatt Kanis. E telepen körülbelül 85 év alatt jött létre az írásos anyag első szakasza, I. Érisum és Narám-Szín között, ez Kanis VIII. rétege, másképpen a kárum II. Érdekesség, hogy nem a legkézenfekvőbbnek tűnő útvonalat használták Kanis megközelítésére, hanem a Karkemisen keresztül haladót, ami nagy kitérő volt. Asszíria I. Samsi-Adad idején – amikor Jaszmah-Adad volt Mári kormányzója – Aplahanda karkemisi királlyal nagyon jó viszonyt tartott fenn.
Az asszír áru Karkemisen keresztül jutott Kanisba, majd a csereáru és a bevétel vissza Asszíriába. A második szakaszban, a Kanis VII, vagy kárum Ia réteg körülbelül negyven év szünet után újabb hatvan év termése, a leletszünet és a kisebb mennyiségű anyag valószínűleg azzal magyarázható, hogy I. Samsi-Adad inkább Mezopotámia felé fordult az érdeklődésével. Más vélemény szerint éppen I. Samsi-Adad uralkodása idején élénkültek fel újra a kapcsolatok. Ugyanakkor közrejátszhatott az a körülmény is, hogy Hammurapi erősödésével párhuzamosan Asszíria visszaszorult, elveszítette Márit, Karkemis pedig két tűz közé került félúton Mári és Jamhad között. Ezzel az Anatólia felé vezető kereskedelmi útvonalak biztonsága asszír szemszögből megszűnt. A legfontosabb asszír városok közt megemlítendő Hattuszasz (Ḫattuš), Puruszhanda (Burušḫattum), Tuvanuva (Waḫšušana), Hahhum (Ḫaḫḫum), Calpa (Zalpa) és Turmitta (Turḫumit). Ezek a kárumok valamennyien jelentős helyi államok központjaivá lettek a későbbiekben. Látható módon még a hettita városnevek is megegyeznek az óasszírral, vagy azokból származtathatóak, kivéve Tuvanuvát.
Az asszír kereskedelem óriási hasznot hozott Asszíria számára, az ón 75–100%-os, a gyapjú 100%-os nyereséget termelt a 800 kilométeres út ellenére. A kereskedelmi utak biztosítására létrehozott telepek biztonsági adót szedtek a karavánoktól, ebből tartották fenn hadseregüket a rablók ellen. Ez a rendszer kezdetben jól működött, később azonban a helyi hatóságok és kormányzók egyre több adót követeltek, mire a kereskedők kezdték elkerülni a biztonságos utakat, áruikat nem jelentették be, hanem elrejtették. Nem azokon az utakon jártak, amelyek mentén a vámszedőhelyek voltak, hanem a harrān sūqinnim nevű kerülő mellékutakat használták, melynek neve szó szerint „keskeny út” jelentésű. Ezeket a karavánokat külön csempészkalauz, a mupazzirum vezette, mivel több közülük helyenként életveszélyes volt. A hatalmasságok ettől kezdve már csak sarcot szedtek: a biztonsággal többé nem törődtek, de az adókat erőszakkal is beszedték, a csalókat pedig bebörtönözték. Ezzel kezdődött az államiság Anatóliában.
„A csaták királya” (vagy A háború királya) című ékírásos szöveg alapján – amelyet az amarnai levéltárban találtak – már az i. e. 23. században megkezdődött a territoriális fejedelmek önállósodása és városkirályságokká alakulása. A dokumentum szerint az asszír kereskedők Sarrukínt kérték fel Purushattum hatalmaskodó kormányzójának, Núr-Daggalnak megrendszabályozására. Az irat csaknem egy évezreddel későbbi, valószínűleg aktualizált tartalmú, de nem tekinthető véletlennek, hogy éppen az egyik legnyugatibb városról – mint Asszíriától és Kanistól legmesszebb fekvő településről – és a kereskedők és a város uralkodója közti konfliktusról van szó. Sarrukín unokája, Narám-Szín a különböző források szerint tizenhét vagy húsz anatóliai királlyal vonult harcba, köztük  volt Pambasz, az első név szerint ismert hettita király. Valószínű, hogy eredetileg Narám-Szín asszír királyról szólt a történet (i. e. 19. század második fele), ám később a nála híresebb Narám-Szín akkád királyt értették alatta, végül pedig annak nagyapja, Sarrukín lett a főszereplő.
Az asszír gyarmat Assur mintájára Kanis köré szerveződött. Innen igazgatták a hálózatot, Kanist pedig közvetlenül Assurból kormányozták. Minden asszír településnek megvolt a saját igazságszolgáltatása (bíróságok), de minden fellebbviteli ügy Kanisba futott be. Kanis használta fel a bit karim nevű biztonsági alapba befolyt jövedelmeket is, amelyeket többnyire banki betétként kezeltek, de a hatóságokat is ebből tartották fenn.
A fontosabb telepek közelében paloták emelkedtek, amelyekben a helyi kormányzó, később király lakott. Ezek a paloták képezték az alapját a későbbi, az egész korabeli keleten elterjedő hettita fellegvártípusnak, amelyek később is a kormányzati központoknak adtak helyet. Ezek a palotakomplexumok, amelyek nemcsak igazgatási és vallási, hanem gazdasági centrumok is voltak. Legkitűnőbb példája ennek a későkori Hattuszasz, ahol a főtemplom köré óriási raktárház épült. A palotának járó vám a „nishatum” (nišḫatum) megfizettetésén kívül egyfajta árumegállító joga is volt a helyi hatalmasságnak. Az adókat az éppen aktuális rakományból oda-vissza meg kellett fizetni, néha konkrét szerződés szól arról, hogy odaúton ónban (a szállított áru), visszafelé ezüsttel (a bevétel) fizetnek. Az asszír kereskedők „kézi ónt” (annak qātim) tartottak a folyókiadásokra, útivámokra és adókra.
Az őslakosság egy idő után magát a kereskedelmet sem nézte jó szemmel, mert egyoldalú volt, a családi vállalkozások az Asszíriában élő családfő vagyonát gyarapították. Az asszír kereskedelem mégsem lázadások vagy háború miatt szűnt meg, hanem az általánosan gyenge közbiztonság, a politikai széttagolódás és az újabb, könnyebben megközelíthető kaukázusi és elámi nyersanyaglelőhelyek feltárása miatt, fokozatosan halt el. Ez viszont Hatti számára ón és textilhiányt okozott, ezeket helyi forrásokból nem tudták pótolni.

#### Helyiek

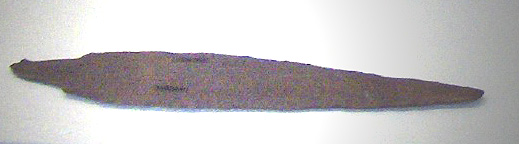
A neszai „bronztőr”, ami egyébként inkább lándzsahegy

Az i. e. 19. és i. e. 18. század eseményeiből sok töredék került elő, de ezeknek kapcsolata, sorrendje és időbelisége homályos. Az óasszír kereskedelem korából származó táblákon már harmincnál több helyi fejedelem neve szerepel, akik gyakorlatilag önálló módon intézték ügyeiket, önálló kül- és belpolitikával, államszervezettel, hivatalnoki karral. Kanis városából ismert egy Hurmelisz nevű uralkodó, akinek neve (hurmai ember) már a hettita nyelvből vezethető le, ezért a 19. század második felére már az őslakosság és az asszírok kiegyenlítődése valószínűsíthető. Hurmelisz rendszere azonban még mindenestül asszír eredetű, sőt uralkodói címe, a rabâʿum (körülbelül nagyherceg jelentéssel) közvetlenül utal arra, hogy az asszír városkormányzó pozíciója vált szuverén uralkodói hatalommá, és a szó jelentésátvitellel vált király jelentésűvé. Az akkádban a király šarrum, de Asszíria királyai is az óasszír kereskedelem korában a rabâʿum vagy waklum címet viselték. Valószínű, hogy a hettiták a független uralkodók címeként használták, amit a „Nagy rabâʿum” összetétel is erősít. A későbbi korokban áttérnek ugyan az akkádul is királyt jelentő šarrum használatára, de ez nem bizonyítja a korábbi rabâʿumok függő helyzetét. A helyzet hasonló Mári uralkodóinak esetéhez, akik a sumer sagin (akkádul: sakkanakku) címet viselték még akkor is, amikor régen függetlenedtek Sulgitól és Urtól.
Hurmelisz utódja Harpativasz volt, aki azonban már elszenvedett egy nagy vereséget Uhnasztól, Calpa urától. Kanis így került Calpa fennhatósága alá néhány évtizedre, vagy a kronológia bizonytalansága miatt akár egy évszázadra is. Bizonytalan, hogy Inar és Varszamasz uralkodásának idejére az ekkor már Neszának nevezett Kanis hogyan és mikor vált újra függetlenné, az azonban bizonyosnak tűnik, hogy Nesza nem játszott nagyobb szerepet az i. e. 18. század folyamán, eltekintve Mama királyával Anum-Hirbisszel ismert konfliktusuktól. Ennek az időszaknak a későbbi események és a királyság szervezetének ismeretében Calpa, Kusszara, Hapalla és Puruszhanda voltak a főhatalmai, ezekhez esetleg társulhat Tarhuntasszasz és Nerik, a két szent város, valamint Arinna, a Nap istennőjének városa.
Az óasszír kereskedelem virágzásának időszakában Anatólia településeit egymással hadakozó uralkodók irányították. A későbbi hettita királyok legrégebbi őseiknek Pithanaszt és Anittaszt tekintik, akik a máig ismeretlen helyen fekvő Kusszara városából kiindulva meghódították Kanist, majd Hattuszaszt, Puruszhandát és Calpát is. Feltehetően velük hozható kapcsolatba az, hogy i. e. 1820 körül Nesza és vele az asszír kárum tűzvészben elpusztult. Az ezt követő rétegben találtak is egy „Anitta, a herceg palotája” (É.GAL a-ni-ta ru-bā-im) feliratot viselő, általában tőrként emlegetett tárgyat. Kanis-Nesza jelentősége felmérhető azon a tényen, hogy Anittasz végül szülővárosából Neszába helyezte át uralkodói székhelyét, visszavitette az Uhnasz által elrabolt és Calpába szállított neszai istenszobrot a városba. A költözés oka többrétű lehetett. Az uralkodó jelenléte megakadályozta a további függetlenségi mozgalmakat, de itt volt a legerősebb királyi palota és a legjobban kiépített közigazgatási rendszer is. Anittasz dokumentuma (CTH#1) alapján három jelentős hatalmi központ maradt: Nesza, Puruszhanda és Vahszuszana.
Anittasz végül elfoglalta a maradék kettőt is, hatalmi jelképeiket kisajátította, valamint felvette uralkodói címeiket is. Ilyen módon Nesza vezetésével alakult meg a korai Hettita Birodalom, amelynek mintáihoz a későbbiekben ragaszkodott minden hettita király. Ez vált azonban a birodalom legsebezhetőbb pontjává: teljes fennállása alatt inkább államszövetségi vagy perszonáluniós uralmi formák domináltak, amelyeket a hettita nagykirály katonai erővel vagy szerződéses diplomáciával tartott egyben. Egyetlen pillanatra sem alakult ki egységes hettita állam, részeit királyi hercegek, alkirályok kormányozták, gyakori elszakadási kísérletekkel. III. Tudhalijasz és III. Hattuszilisz idején mindezek az ország teljes széteséséhez vezettek.
Anittasz megteremtette a Hettita Birodalmat a kisebb városkirályságok és a nagyobb territoriális királyságok meghódításával, egyelőre Kusszara vagy Nesza vezetésével. Azonban a friss államalakulat írott forrásai nagyon töredékesen maradtak ránk, ezért rögtön Anittasz után homályos időszak következik. Még az utódja személye sem bizonyos, lehetett Peruvasz (Perva-kammalijasz) és Tudhalijasz is. Peruvaszt néha azért tekintik lehetséges uralkodónak, mert Anittasz és több későbbi uralkodó koronahercegként a rabi simmiltim címét töltötte be, Anittasz idejében pedig Peruvasz volt ugyanennek a címnek a birtokosa.
Anittasz másik lehetséges utódja Tudhalijasz, akinek viszont nem ismert a származása, és neve éppen egy neszai uralkodó, Zuzzu fogsága kapcsán kerül szóba. Ez az adat csak a kérdések számát gyarapítja, elsősorban is, hogy ki volt Zuzzu. Lehetséges, hogy Anittasz utódai elveszítették Neszát, és Tudhalijasz foglalta vissza. De éppúgy az is, hogy Anittasz utódaitól vették el Neszát más városkirályok, így Tudhalijasz egy új uralkodóház képviselője. A problémát tovább bonyolítja, hogy bár Anittasz a CTH#1 alapján elfoglalta és földig rombolta Hattuszaszt és Calpát, mégis úgy tűnik, mindkét városban nem sokkal később egy-egy Huccijasz uralkodott, akik talán azonosak. Egyesek szerint Tudhalijasz a calpai Huccijasz fia. Az is lehet azonban, hogy Tudhalijasz apja egy harmadik személy, a Neszában uralkodó Huccijasz volt, mivel egyes töredékek úgy értelmezhetők, hogy Labarnasz apósának is ez volt a neve. Ehhez a Tudhalijaszhoz kapcsolódik egy további hatalmi jelkép első megjelenése, a kereszt alakú pecsété.
Tudhalijasz utódjának kérdése is épp olyan homályos, mint származása és elődjei. Az, hogy PU-Szarruma lett volna a fia és utódja, csak az időrend miatt kerülhetett szóba. PU-Szarruma még mindig nagyon kevéssé ismert alak, életéről szinte semmit sem tudunk, az általánosan elfogadott álláspont szerint utódja Papahdilmah lett volna, akit azonban Labarnasz megfosztott a tróntól.

### A Hettita Óbirodalom (i. e. 17 – 16. század)

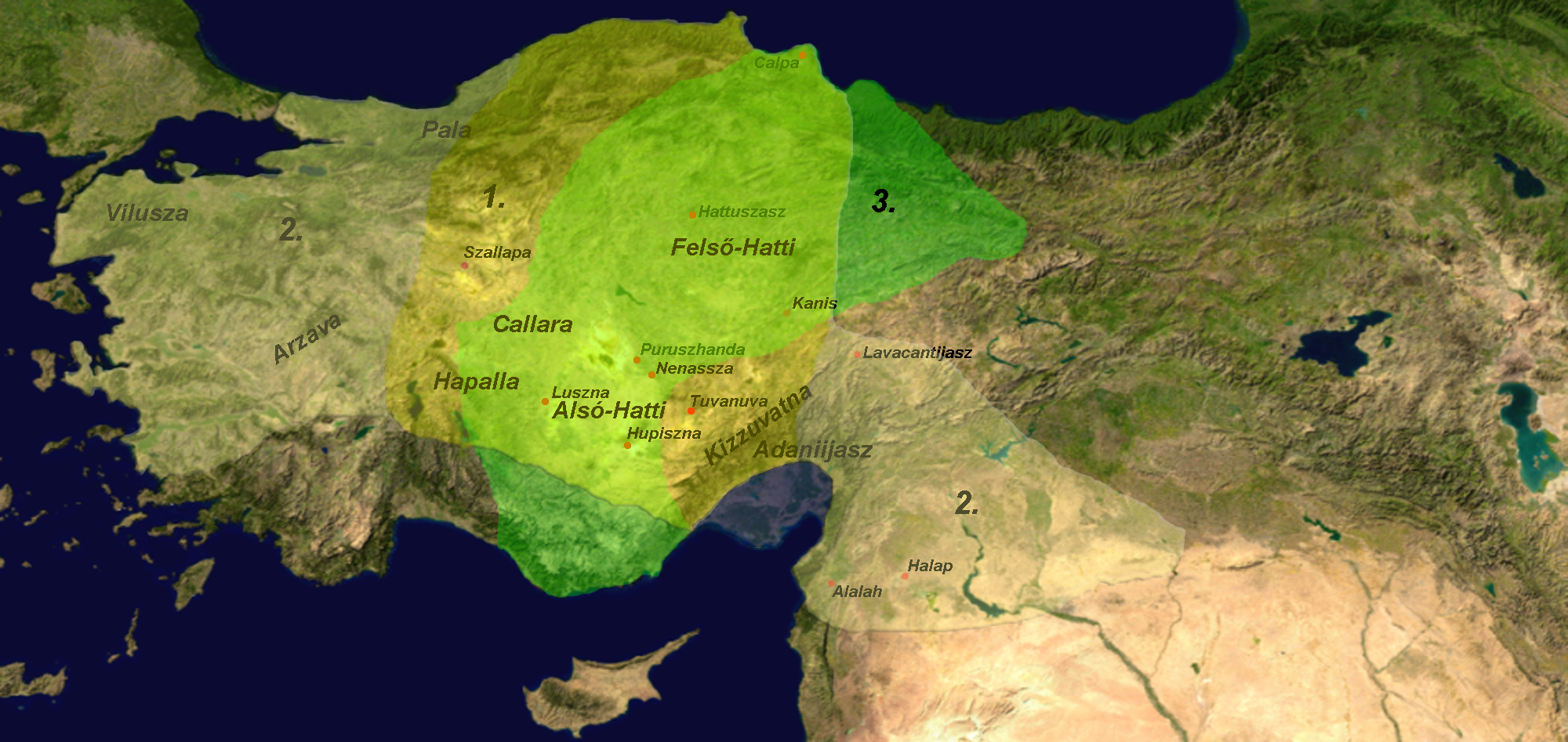
A kora hettita időszak térképe. Jelmagyarázat: 1 – Labarnasz territóriuma, 2 – I. Hattuszilisz hadjáratainak övezete, 3 – Telipinusz befolyási övezete

A hettita Óbirodalom vagy óhettita kor kezdete az irodalomban nem egységes. Vannak, akik Labarnasszal, és vannak, akik I. Hattuszilisszel kezdik ezt a szakaszt. Ennek megfelelően a korszak időbeli elhelyezése is változó, amihez a középső és rövid kronológiák különbözősége is hozzájárul. A hettita dátumok az Óbirodalom korában öt-hat évtizedes pontossággal értendők. A korszak vége is változó az irodalomban, vannak, akik már I. Murszilisszal befejezik, és utódait átmeneti időszakban tartják nyilván, mások a Telepinusszal kezdődő hettita Középbirodalom idejéig számítják. Szűk értelemben tehát a hettita Óbirodalom mindössze I. Hattuszilisz és I. Murszilisz uralkodását jelenti.
Az első hettita uralkodók az i. e. 17. század közepén vagy az i. e. 16. század elején uralkodó I. Labarnaszt tekintették közvetlen ősüknek, aki délen már kiterjesztette uralmát a Földközi-tenger partvidékéig. Labarnasz rokonsága is ismeretlen, jóval későbbi utódja, Telipinusz dokumentumai szerint I. Hattuszilisz nagyapjának veje (következésképp Hattuszilisz nagybátyja). Ez az adat meglehetősen tág teret hagy a következtetéseknek. Labarnasz nagyszabású hadjáratokat vezetett. E háborúk állomásainak egy része azonos Anittasz korábbi hódításaival, így biztosra vehető, hogy az Anittasz által létrehozott nagy kiterjedésű állam nem volt tartós. Labarnasznak sok fia volt – bár nem ismerjük név szerint mindet –, és a meghódított területeken egy-egy fiát hagyta kormányzónak. A hercegségek kialakításával hosszú életű közigazgatási hagyományt teremtett.
Utódja Hattuszilisz lett. Nem tudjuk, hogy kinek a fia, és milyen jogcímen került trónra. Még azt sem, hogy a neve eredetileg is ez volt-e. Uralkodói névként a Labarnaszt is használta, II. Labarnaszként is említi az irodalom. A Ḫattušiliš név jelentése: ember Hattumból (Ḫattuš + ili, az utóbbi helynévre utaló személynévképző), és ez születési névként vagy uralkodói névként is érthető lenne. A Labarnasz név később köznevesült, és uralkodói címmé vált labarna vagy tabarna alakban. Körülbelül i. e. 1650 és i. e. 1620 között uralkodott, ez idő alatt harcolt a nyugati Arzava ellen, elfoglalta a szíriai Alahtumot és a nyugat-mezopotámiai Varszuvát. Szanahuitta és Caruna környékének birtoklása miatt hároméves konfliktusba keveredett a fiatal Mitannival. Halap ostroma alkalmával szerzett sérülésébe halt bele.
Hattuszilisz uralkodása alatt különös események történtek. Fiát, Huccijaszt kitagadta. Második kijelölt örököse, Labarnasz származása ismeretlen, lehetett Hattuszilisz fia vagy unokaöccse is, de Labarnasz is fellázadt ellene, ezért végrendeletében őt is megfosztotta az öröklés lehetőségétől és száműzte. Végül unokája, I. Murszilisz követte a trónon, akit nagyapja a pankusznak nevezett államtanáccsal ismertetett el Kusszara városában. Murszilisz feltehetően a szugzijaszi hercegi pár, Marattisz és Hasztajarasz gyermeke volt. Ez azonban csak közvetett módon igazolható a végrendelet és a Talmi-Szarruma szerződés összevetésével. A végrendelet szerint Hattuszilisz leánya Hasztajarasz, a szerződés pedig arról tesz említést, hogy Murszilisz Hattuszilisz unokája.
A kiskorú utód helyett eleinte régensek kormányoztak, valószínűleg a Pimpirit és Ammunasz testvérpár, Nenassza és Szugzijasz hercegei. Harry A. Hoffner szerint ők Hattuszilisz testvérei voltak (ilyen módon Papahdilmah vagy PU-Szarruma fiai), a RLA Pimpira címszava Hattuszilisz fiainak tartja őket. Pimpirit valószínűleg azonos a CTH#24 (Pimpira töredék) dokumentumban olvasható Pimpira nevű személlyel, akit itt LUGAL címmel említenek. A CTH#19 szerint azonban a régensek sem tudták megakadályozni a Hattuszilisz halálát követő zavargásokat: „… a hercegek rabszolgái felkeltek, uraik házát dúlni kezdték, gazdáikat elárulták és vérüket ontották”.
Murszilisz harminc évig uralkodott, valamikor i. e. 1620 és i. e. 1526 között. Uralkodása a hadtörténet sikersorozata Telipinusz kiáltványa alapján, ennek ellenére belpolitikailag kudarcot vallott. Anatóliában és Szíriában rengeteg hadjáratot vezetett, II. Hammurapi ellenében végleg megdöntötte a nagy múltú Jamhad királyságát, sőt i. e. 1595-ben az Eufrátesz mentén délkeletre vonult, és könnyedén legyőzte Szamszu-ditánát, kifosztotta Babilont, véget vetve a hosszú idő óta válságban levő Hammurapi-dinasztia uralkodásának. Még a babiloni zikkurat, az Észagíla Marduk-szobrát is Hattuszaszba szállították.
Murszilisz belső kudarcát a későbbi események mutatják. Meghatározhatatlan ideig tartó babiloni tartózkodás után hazaindult, de nem tudni, hogy a fősereggel vagy egy hátramaradt kontingenssel vágott neki az útnak. A hadserege már közvetlenül a hadjárat után hazatért a zsákmánnyal, amelyet alig tudtak megvédeni a hurriták támadásai elől. Hatti nem is gondolhatott arra, hogy az Anatólia és Mezopotámia közé ékelődő Mitanni ellenében Babilont megtartsa, ezért az egész hadjárat csak rablóportya volt valójában. Murszilisz távolléte alatt testvére, Harapszilisz és annak férje, Hantilisz merényletet szerveztek ellene, hazatérte után meggyilkolták. Murszilisz minden katonai sikere szinte azonnal semmivé vált, mert a kialakuló bizonytalan belső helyzetben a birodalom a korábbi hódítások megtartására sem gondolhatott, a szabad prédául hagyott szíriai és középső-eufráteszi tartományokba pedig rögtön benyomult Mitanni. Babilont az addig Máriban időző kassziták szállták meg.
A hettita uralkodóház korábbi tagjainak rokoni kapcsolatai igen homályosak. Ezért nem jelenthető ki, hogy Hantilisz leányági örökösödése lett volna az első ilyen esemény. Sőt sógori viszony korábbról is ismert, csak a sógor személye nem. Az bizonyos, hogy a későbbiekben más államokhoz képest rendkívül sokszor fordult elő hasonló eset, amikor a királyi hercegnő férje vette át a trónt.

### Első átmeneti időszak (i. e. 16 – 15. század)

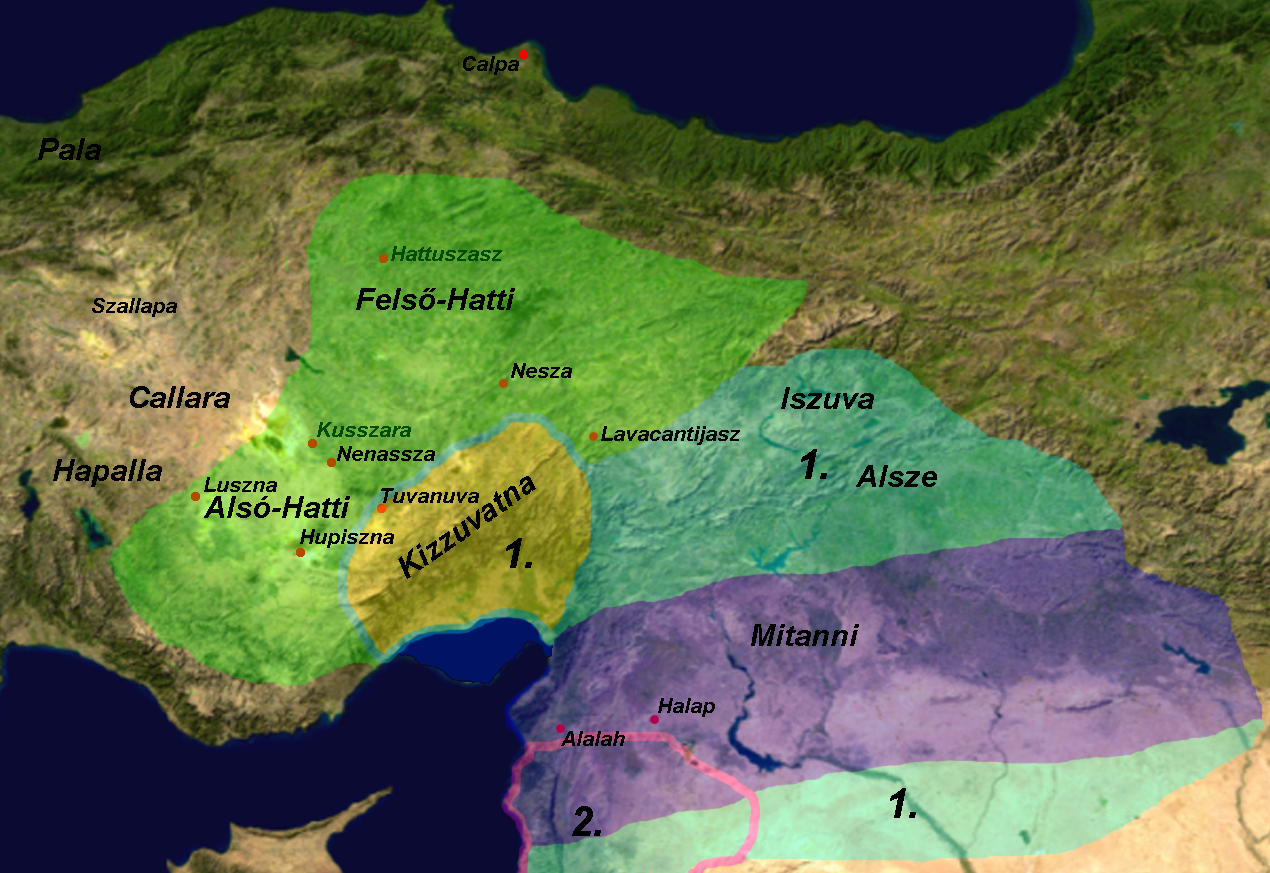
Az I. Murszilisz halálát követő időszak. Jelmagyarázat: zöld: hettita övezet, kék: Mitanni, piros: Egyiptom. 1: Mitanni térnyerése Murszilisz után, 2: Egyiptom II. Thotmesz idején

Az új uralkodó Hantilisz lett, Murszilisz sógora és gyilkosa. Zavaros és nagyon bizonytalan időszak kezdődik vele, amelyet egyes szerzők az Óbirodalom második felének, mások átmeneti kornak periodizálnak. Ez utóbbi jobban mutatja azt a tényt, hogy a Hattuszilisz és Murszilisz által megkezdett nagyhatalmi politika helyett az elkövetkező négy uralkodó inkább csak a belső problémákkal törődhetett, nem volt módja többé Anatólián kívül még védekezni sem, nemhogy kezdeményezni.
A korszakról későbbi hettita királyok feliratai nyújtanak tájékoztatást, így Telipinusz proklamációja és III. Tudhalijasz évkönyvei. Telipinusz feliratai a hurriták megjelenését isteni bosszúnak tekintik a királygyilkosság miatt, III. Tudhalijasz szerint a kaszkák is Hantilisz idejében jelentek meg az északi határokon. Hatti tehát nemcsak külbirtokait vesztette el nem sokkal Babilon elfoglalása után, de a belső vidékeken is két tűz közé került.
Ennek eredményeképp Hattuszaszban nagyarányú erődépítési munkák kezdődtek. Ekkor épültek a város első falai, mióta Anittasz lerombolta régieket, de nagyobb területen és erősebb verzióban. A kaszka fenyegetés volt a súlyosabb, hiszen a fővárost is veszélyeztették, ezért Hantilisz a feleségét, Harapsziliszt és gyermekeit, trónörökösét, Piszeniszt és leányát (...)-szaltaszt Szugzijaszba küldte. Itt azonban Harapszilisz meghalt, majd Hantilisz halála után (...)-szaltasz hercegnő férje, Cidantasz (Hantilisz veje, aki Telipinusz proklamációja szerint már I. Murszilisz megölésében is segédkezett) meggyilkolta Piszeniszt, és maga ült a trónra.
A fenti információk attól a Telipinusztól származnak, aki Cidantasz veje volt Isztaparijasz hercegnővel kötött házassága révén, ezért meglehetősen hitelesnek mondhatók. Telipinusz trónra lépését azonban további családirtások előzték meg, mivel Cidantaszt fia, Ammunasz ölte meg, Ammunaszt szintén a fia, Huccijasz. Ezt a királyt pedig végül Telipinusz fosztotta meg a tróntól, és száműzetésbe küldte.
A királyi házra nézve katasztrofális időszakban Hatti gyakorlatilag minden külbirtokát elvesztette, még Anatóliában is. Arzava, Luvi, Pala és Kizzuvatna is önállósult, ez utóbbinak első ismert önálló királya, Parijavatri is Ammunasz korára datálható. A szíriai térségben Mitanni vált főhatalommá. Ammunasz idejéből fennmaradt egy krónika, de nagyon töredékesen, amelyben Tipijasz, Hapiszna, Parduvata és Hahha elleni hadjáratokról esik szó. Ezek eredményei nem ismertek, de a korban Arzava fennhatósága majdnem az Eufráteszig kiterjedt, Adanijasz városáig biztosan. Így valószínűsíthető, hogy Ammunasz közvetlen fennhatósága csak Kappadókia területén érvényesült.

### A középhettita kor (i. e. 15 – 14. század)

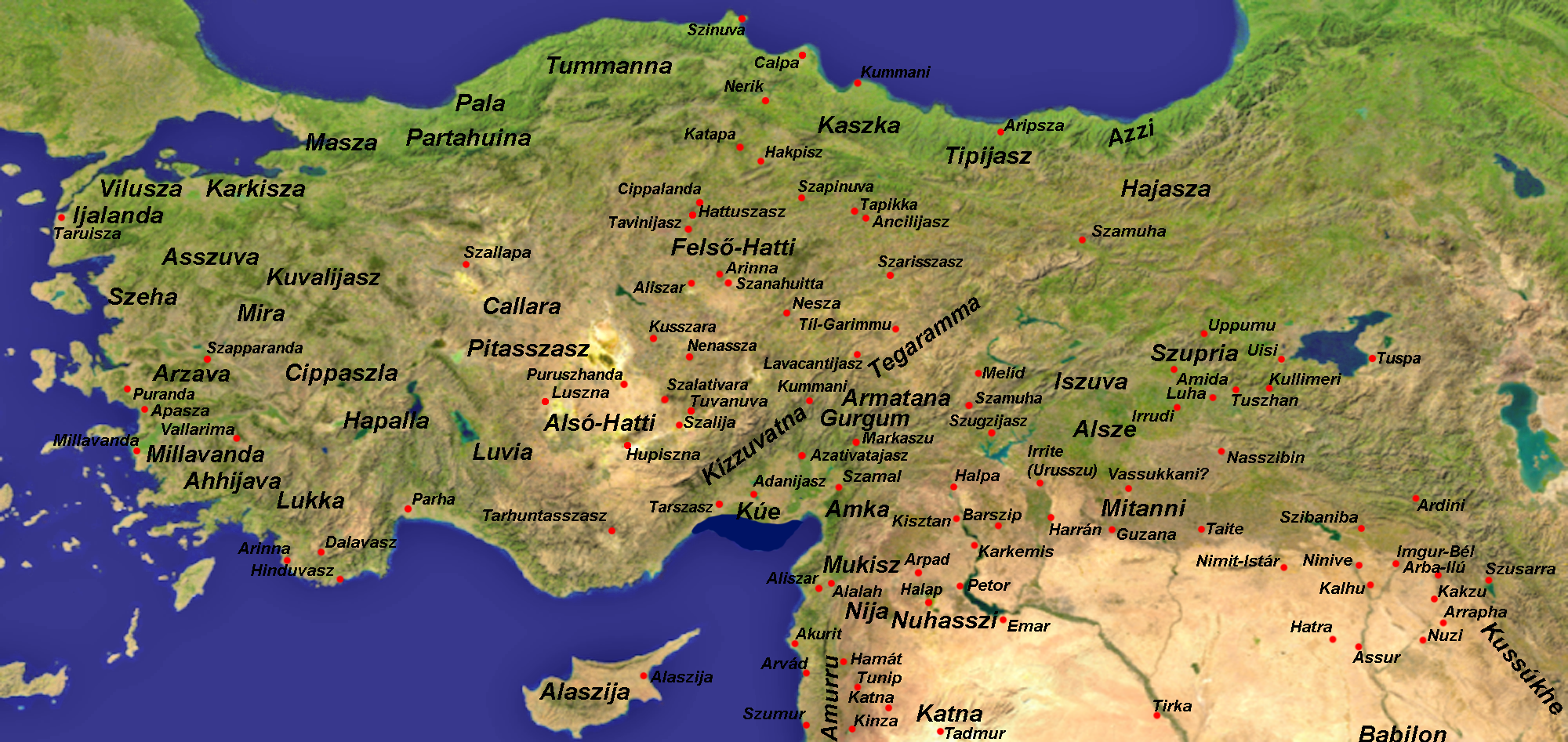
Anatólia politikai egységei az i. e. 2. évezred második felében. A térképen feltüntetett egységek nem feltétlenül egyidejűek, mintegy fél évezredet ábrázolnak.

A fentebb tárgyalt átmeneti időszakot számos kutató már középhettita kornak tekinti, bár a kérdésben nincs konszenzus. A középhettita kor (vagy hettita Középbirodalom) időszakába sorolható egészen biztosan a Telipinusztól II. Hattusziliszig uralkodó királyok korszaka, de gyakran I. Hantilisztól ifjabb Tudhalijaszig tárgyalják. Időnként a korszak végén egy második átmeneti időszak beiktatására is sor kerül.
A királyok különféle módszerekkel próbáltak úrrá lenni a helyzeten, ekkor született Telipinusz trónöröklést szabályozó törvénykönyve is. Abból, hogy Telipinusz milyen anatóliai területeket foglalt vissza, látható, hogy a korábbi időszakban mely területekre nem terjedt ki Hattuszasz hatalma. A lista hosszú, és nagyon fontos régiókat tartalmaz, mint Szamuha, Mariszta, Hurma, Szugzijasz, Puruszhanda. A Marasszanta folyótól a Földközi-tengerig, és Arzavától az Eufráteszig helyreállította a hettita befolyási övezetet. Ugyanakkor el kellett néznie, hogy Kizzuvatna királya, Iszpatahszu a vele kötött szerződésben magát nagykirálynak nevezze: „Iszpatahszu, Nagy Király, Parijavatri fia”.
Telipinusz törvényei és a trónöröklés szabályozása azonban valószínűleg nem hozták meg a kívánt eredményeket. Telipinusz halálának oka és körülményei ismeretlenek, utódjának személye és kapcsolata az uralkodóházzal bizonytalan. (Lásd: hettita királyok családfája.) Ismert néhány név, mint Alluvamnasz, Taharvalijasz, Hantilisz, Cidantasz, Huccijasz, Kantuccilisz, akiknek kapcsán a hettita források királyi címeket említenek, de sorrendjükről vagy uralkodásuk eseményeiről nincs adat. Néhány királygyilkosság is történt, például II. Huccijaszt I. Muvatallisz, majd Muvatalliszt az Arany Harci Szekeresek parancsnoka, Kantuccilisz ölte meg.
A korra általában jellemző Mitanni hegemóniája az észak-szíriai és eufráteszi térségben, de a hurrik nyomásának egy részét az egyenrangú és baráti hatalom, Kizzuvatna fogta fel, először Iszpatahszu, majd Eheja, Paddatisszu, Talcu és II. Szunasszura kizzuvatnai királyok uralkodása alatt. Ez alól kivétel Pillijasz, aki a hurrikkal kötött szövetséget. Ez az időszak a Jamhad királyság végleges elmúlásának és jogutódja, Mukis megalakulásának kora, amelynek jellegzetes alakja Idrimi. Az időszak második felében megjelent a térségben Egyiptom is, amelyet a Kurusztama-szerződés, egy hettita–egyiptomi paktum bizonyít. Ennek datálása azonban bizonytalan, Trevor Bryce szerint II. Cidantasz kötötte III. Thotmesz uralkodásának 33. évében, mások II. Amenhotep és I. Tudhalijasz vagy Ammunasz köztinek tekintik. Ezt megelőzte Kizzuvatna bukása, amelyet Mitanni foglalt el, bár az is elképzelhető, hogy egyszerűen csak szövetségest váltott, és a gyengélkedő Hatti helyett Mitannit választotta. Idrimi és Pillijasz is Mitanni főségét ismerte el, egymás között kötött szerződéseik is erre utalnak.

### Második átmeneti időszak (i. e. 14. század)
I. és II. Tudhalijasz hódításai az i. e. 14. század első felében nem bizonyultak tartósnak. I. Tudhalijasszal sok szempontból a hettita történelem új szakasza kezdődik, ezért sokszor ettől az uralkodótól kezdik a hettita újkort. Ekkor kezdődött az a közigazgatási reform, amely rövid időre stabillá tette a birodalmat, a hercegségek és kormányzóságok központi irányelvekkel való ellátása, azaz gyakorlatilag a tartományok „kézi vezérlésre” állítása.
I. Tudhalijasz felesége a hurri származású Nikalmati volt, akit még sok más hurri királyné követett. Ez időtől divatossá vált az uralkodóházban a második név, amely hurri nyelvű lett. A hettita panteonban az istenek nevei fokozatosan kicserélődtek a hurri megfelelőkre, és a nyelvbe is rendkívül sok hurri elem épült be. Egyes kutatók Tudhalijaszban egy hurri eredetű dinasztia megalapítóját látják. I. Arnuvandasz idején már a királyi nagypecsét közepén is megjelennek a luvi hieroglifák, míg a körirat továbbra is ékírásos. A hurri etnikum, nyelv és kultúra expanziója összefüggésben áll a hettita királyok telepítési politikájával. Ennek során a meghódított területekre hettitákat telepítettek, az őslakosságát pedig Anatólia központi vidékeire. Ez áttelepített népek természetesen vitték magukkal saját kultúrájukat és nyelvüket is.
A Tudhalijasszal kezdődő átmenet egy másik fontos jellemzője, hogy a királyi székhely folytonosan vándorolt, mindig a legveszélyeztetettebb helyekre költözött. Ez kettős haszonnal járt, egyfelől a mindig elégedetlenkedő hattuszaszi nemességet és a királyi rokonságot eltávolították a mindennapi életből, másfelől pedig az uralkodó személyes jelenléte a nagyobb háborúkban elősegítette azok győzelmes befejezését.
Tudhalijasz Szapinuvába költözött, a kaszkák miatt, eközben pedig szövetséget kötött a Mitannitól elpártoló Kizzuvatna új királyával, Szunasszurával. Ez a szerződés azonban már nem a hagyományos szövetségesi szerződés, hanem vazallusi megállapodás. Tudhalijasz egy rendkívül gyenge hettita állam kormányzását vette át elődjétől, uralkodása végére azonban stabilizálta a külső helyzetet, sőt majdnem elfoglalta Vassukannit is. Hosszú idő óta az első uralkodó, aki természetes halállal halt meg.
E korban számos új nép és állam jelenik meg Anatóliában, ami jelentős etnikumcserékre, új népek érkezésére utal. Ekkor tűnnek fel először azok a törzsnevek, amelyek később a tengeri népek közt is megtalálhatók, köztük a görög törzsek elődei, így az akhájok (Ahhijava) és a lükiaiak (Lukka). E helyzetben Hatti ismét sok területet elvesztett, bár az I. Arnuvandasz feliratain szereplő nevek jó része azonosíthatatlan. Miközben a kaszkák ellen Hatti tehetetlennek bizonyult, Arnuvandasz legyőzte az ősellenséget, Arzavát. A győzelemből azonban nem származott hosszabb távú haszon, mivel II. Tudhalijasz idején a kaszkák és Arzava is hatalmas területeket foglaltak vissza. II. Tudhalijasz Szamuhában tartotta székhelyét. Halálának idején a kaszkák már Hattuszaszt ostromolták, nyugaton Arzava, keleten Hajasza-Acci nyomult be az országba.
Ekkor lépett trónra I. Szuppiluliumasz.

### A Hettita Újbirodalom (i. e. 14 – 13. század)

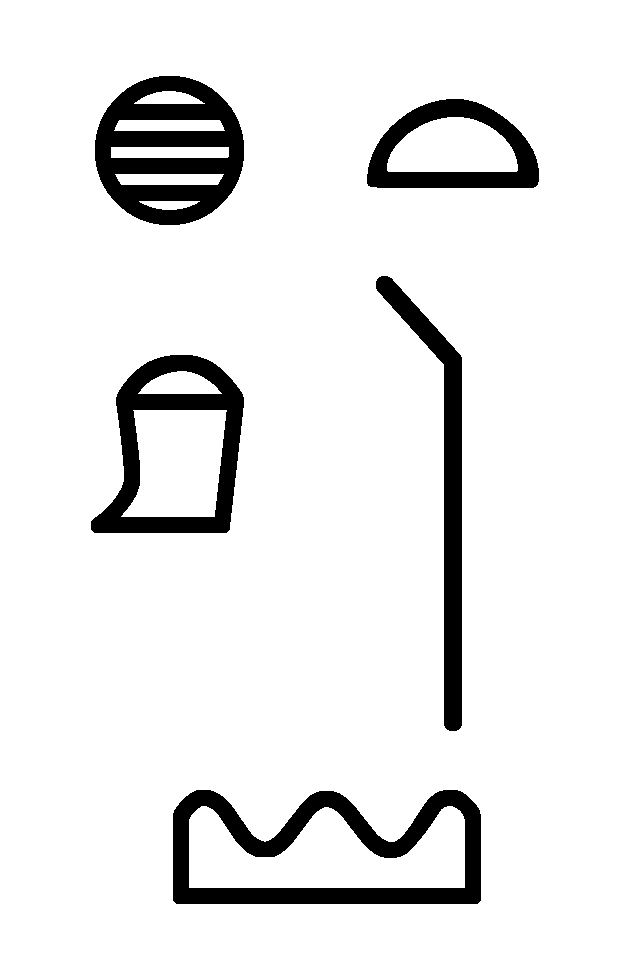
Merenptah Izrael sztéléjén így írták Hattit

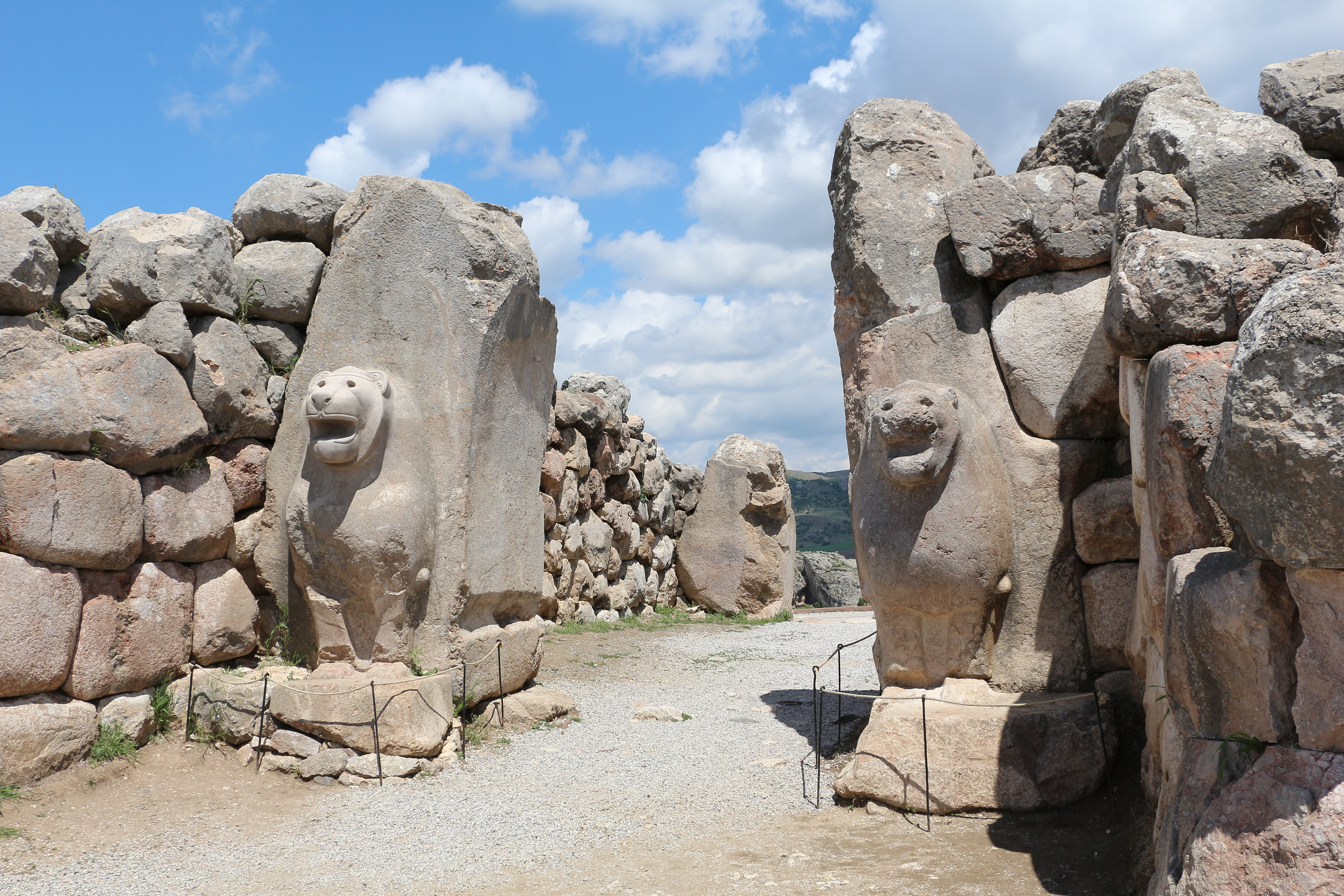
A hattuszaszi oroszlános kapu. III. Tudhalijasz idején a város a „Mindenség Központja” lett

A hettiták országa számára a fénykor kezdete I. Szuppiluliumasz (i. e. 14. század) uralkodása volt. A középhettita (vagy második átmeneti) kor végére jellemző eseménytörténeti bizonytalanság még az ő személyével kapcsolatban is megmarad, többféle lehetséges verzió létezik származásáról és a trónra kerülésének jogcíméről. Általában azonosítják II. (III.) Tudhalijasz egyik fiával, de az már egyáltalán nem bizonyos, hogy a Tudhalijasz uralkodása alatti időből ismert Szuppiluliumasz nevű sikeres hadvezér azonos-e vele.
Ha igen, akkor már apja életében kitűnt hadvezéri képességeivel, mivel legyőzte az országot északról fenyegető kaszkákat. Kihasználva a kínálkozó helyzetet, meghódította a belviszályban meggyengült Arzavát, majd az ugyanilyen problémákkal küszködő Mitannitól elfoglalta Iszuvát és Kizzuvatnát, végül Tusratta ellenében számos hadjáratban végleg meggyengítette és az asszírok közreműködésével felszámolta Mitannit.
Birodalma átszervezéséhez hozzátartozott, hogy fiait a Szíriában meghódított kis államok élére nevezte ki vazallusnak. Így került Kizzuvatna kormányzója és főpapja, Telipinusz Halap, Pijaszilisz pedig Karkemis élére, és így alapíthattak önálló dinasztiát. Egy másik fiát, Zannanzaszt Egyiptomba küldte, hogy Tutanhamon özvegyét feleségül vegye, ám őt útközben megölték.
Szuppiluliumasz rendkívül nagy területeket birtokolt, és erre a hettita államszervezet nem volt felkészülve. A meghódított területeken családi kapcsolatokkal igyekezett fenntartani a Hatti iránti hűséget, vagy közvetlenül a királyi hercegeket ültette a hercegségek kormányzói székébe. Ez utóbbi módszer azonban folyamatos átszervezéseket igényelt. Pijaszilisz Karkemis irányítását kapta, később hozzá kerültek a meghódított Mitanni nyugati részei is. Telipinusz herceg először Kizzuvatna főpapja és kormányzója, majd Halap alkirálya lett. Halap később Karkemis fennhatósága alá került. Leánytestvérét a hajaszai Hukkana, leánygyermekét, Muvattit pedig a mirai Maszkhuiluva királyhoz adta feleségül. Ismeretlen nevű leányát Sattivaza vette feleségül. Ugyanezen Sattivazának egy másik feleségétől született leánya pedig Szuppiluliumasz fia, Pijaszilisz házastársa lett.
Szuppiluliumaszt fia, II. Arnuvandasz követte, aki azonban az egyiptomi hadjárat során apja mellett volt, megkapta ugyanazt a járványos betegséget – feltehetően pestist, de a tularémia is szóba jöhet –, mint apja, és két éven belül meghalt. A történelemben szokatlan módon a trónt nem Szuppiluliumasz második fia, Pijaszilisz, hanem a negyedik, II. Murszilisz vette át. A szabálytalan trónváltás ellenére a két testvér (Murszilisz és Pijaszilisz) példaszerű együttműködést valósított meg, és Pijaszilisz sosem tört a nagykirályi címre, hanem megmaradt Karkemisben. Ráadásul többször is kisegítette öccsét a saját haderejével. Egymagában állt szemben a hódítani vágyó I. Adad-nirári, majd I. Assur-uballit erőivel, majd mikor az asszírok ellenében biztosította a keleti határt, Murszilisszal együtt vonult északra a kaszkák és nyugatra Apasza ellen, és egy évszázadra biztosította a nyugati határokat.
Ezután az egyetlen ellenlábas nagyhatalom a térségben Egyiptom maradt, amely viszont szilárdan tartotta szíriai állásait. A külpolitika értékelésébe azonban már beleszólt Asszíria is, amely Adad-nirári óta Karkemisnél az Eufrátesz bal partjáig ért. Ettől kezdve sem Egyiptom, sem Hatti nem hagyhatta figyelmen kívül, hogy Asszíria bármikor betörhet Észak-Szíriába vagy Kelet-Anatóliába. Murszilisz uralkodásának hetedik évétől jelenik meg évkönyveiben az egyiptomi probléma, bár összecsapásokra Horemheb uralkodása alatt még nem került sor. Kádes miatt azonban már érlelődött az is. Egyiptom új uralkodója, I. Széthi ugyanis már uralkodásának első évében Szíriába vonult, és a térségben az egyiptomi haderő újbóli megjelenése igazi meglepetést okozott. Széthi serege Kádesig szinte ellenállás nélkül nyomult előre, itt pedig csatlakozott hozzá Amurrú királya, Bentesina is. A többi észak-szíriai fejedelemség lázas levelezésbe kezdett Hattuszasszal.
Murszilisz uralkodásának kilencedik évében meghalt hűséges támasza, bátyja, Pijaszilisz. Helyét fia, (…)-Szarruma vette át, de még a következő évben Pijaszilisz másik fiát, Szarhurunuvaszt nevezte ki Murszilisz Karkemis kormányzójává. Belső és nyugati problémái miatt nem szállhatott szembe Széthivel, ennek ellenére Kádest az egyiptomiak nem tudták bevenni, később pedig Széthinek haza kellett vonulni líbüai törzsek betörései miatt. Az egyiptomi XIX. dinasztia politikájában központi helyen állt a szíriai hegemónia helyreállítása, Széthi hadjáratai azonban nem eredményezték III. Thotmesz birodalmának helyreállítását. A front a Szór–Dimask vonalon állapodott meg. Az innen északra eső területek a kádesi csatában mindannyian a hettita haderő oldalán vettek részt.
II. Muvatallisz volt az utolsó olyan hettita uralkodó, akinek hadereje még minden ellenfele ellen elegendőnek bizonyult. A híres kádesi csatában mindkét fél saját feliratai szerint győzött, azonban II. Ramszesznek az életét mentve kellett menekülnie a harcmezőről. A hettita harci kocsik elsöpörték az egyiptomi haderő felét, és maguk meglehetősen csekély veszteségeket szenvedtek. A hettita gyalogság bevetésére nem került sor, és ez Muvatallisz számára a győzelem maradéktalan kiaknázását megakadályozta. Ekkor érte el a Hettita Birodalom a legnagyobb kiterjedését; Föníciától Szírián és Mitannin át Hajaszáig és Azziig terjedt a befolyási övezete délen és keleten, ezenkívül Alaszija és gyakorlatilag a teljes Anatólia is. Uralkodásának végére azonban Asszíria elfoglalta Mezopotámia nyugati részét.
Muvatallisz a kaszkák fenyegetése elől székhelyét Tarhuntasszasz városába helyezte, Hattuszaszban bátyja, Hattuszilisz maradt kormányzónak fia, Murszilisz mellett. Ez rossz döntés volt, olyannyira, hogy a Hettita Birodalom bukásához vezetett.
III. Murszilisz csak úgy tudta később átvenni az örökségét, hogy nagybátyjának önálló királyságot biztosított Hakpiszban, aki azonban Hattuszasz után már nem elégedett meg a félreeső uradalommal. Mursziliszt végül III. Hattuszilisz a polgárháborúban legyőzte, és az országot felosztotta saját maga és Murszilisz öccse, Kuruntijasz között. Ezzel az aktussal a Hettita Birodalom végleg kettészakadt (Hattuszasz és Tarhuntasszasz), a harmadik része (a Karkemisi Királyság) pedig már egyáltalán nem ismerte el Hatti fennhatóságát. Hattuszilisz békét kötött II. Ramszesszel, és mivel ekkor eltűnik a forrásokból Murszilisz, valószínűleg kiadta őt Egyiptomnak, vagy éppen Murszilisz Egyiptomba menekült.
Hattuszilisz külpolitikájának megváltozása hátterében a dinamikusan terjeszkedő asszírok fenyegetése játszhatott szerepet. Nem mellékes körülmény azonban az sem, hogy ez időtől a Hettita Birodalom három teljesen önálló részből állt. Hattuszaszban a trónbitorló Hattuszilisz, Tarhuntasszaszban az általa ezzel kifizetett Kuruntijasz, Karkemisben pedig I. Ini-Teszub viselkedett szuverén uralkodóként. Az első az unokája, a második az ükunokája, a harmadik pedig a dédunokája Szuppiluliumasznak. Kuruntijasz felvette a Nagykirály címet, de nem tudni, hogy III. Tudhalijasz előtt vagy után tette ezt, ahogyan azt sem tudni, hogy a Hattuszaszban tapasztalható ostromnyomok kitől származnak. Annyi bizonyos, hogy belháborúból, és az is bizonyos, hogy Tarhuntasszaszban még egy Nagykirály következett, Hartapu. A Hettita Birodalom III. Hattuszilisz unokáival zárta a történetét.
A Hettita Birodalomnak az i. e. 13. században kezdődő népmozgások vetettek véget, a belharcoktól meggyengült Hatti képtelen volt ellenállni, és néhány évtized alatt összeomlott. Az utolsó király, akiről hallunk, II. Szuppiluliumasz volt. Hattuszasz a mushik (phrügök) vándorlása során szűnt meg – de a közvetlen oka egyelőre ismeretlen. Később, Phrügia felemelkedése idején Pteria néven újra benépesült. A hettita név továbbra is fennmaradt az ún. újhettita királyságokban.

### Későkor: újhettiták (i. e. 12 – 8. század)

#### Tengeri népek kora (i. e. 12 – 11. század)

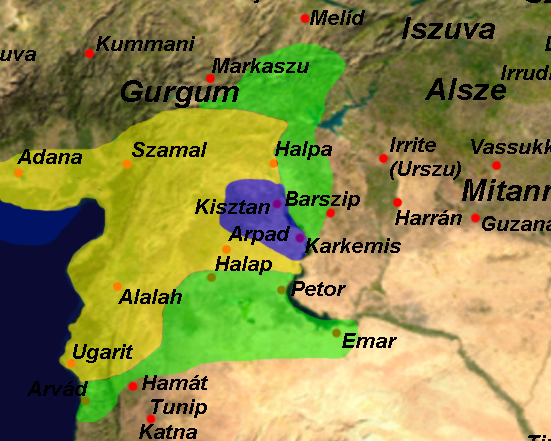
Karkemis területváltozásai. Színmagyarázat: kék-sárga: i. e. 12. századi kialakulása, zöld: a század végéig megszerzett területek, kék: i. e. 717

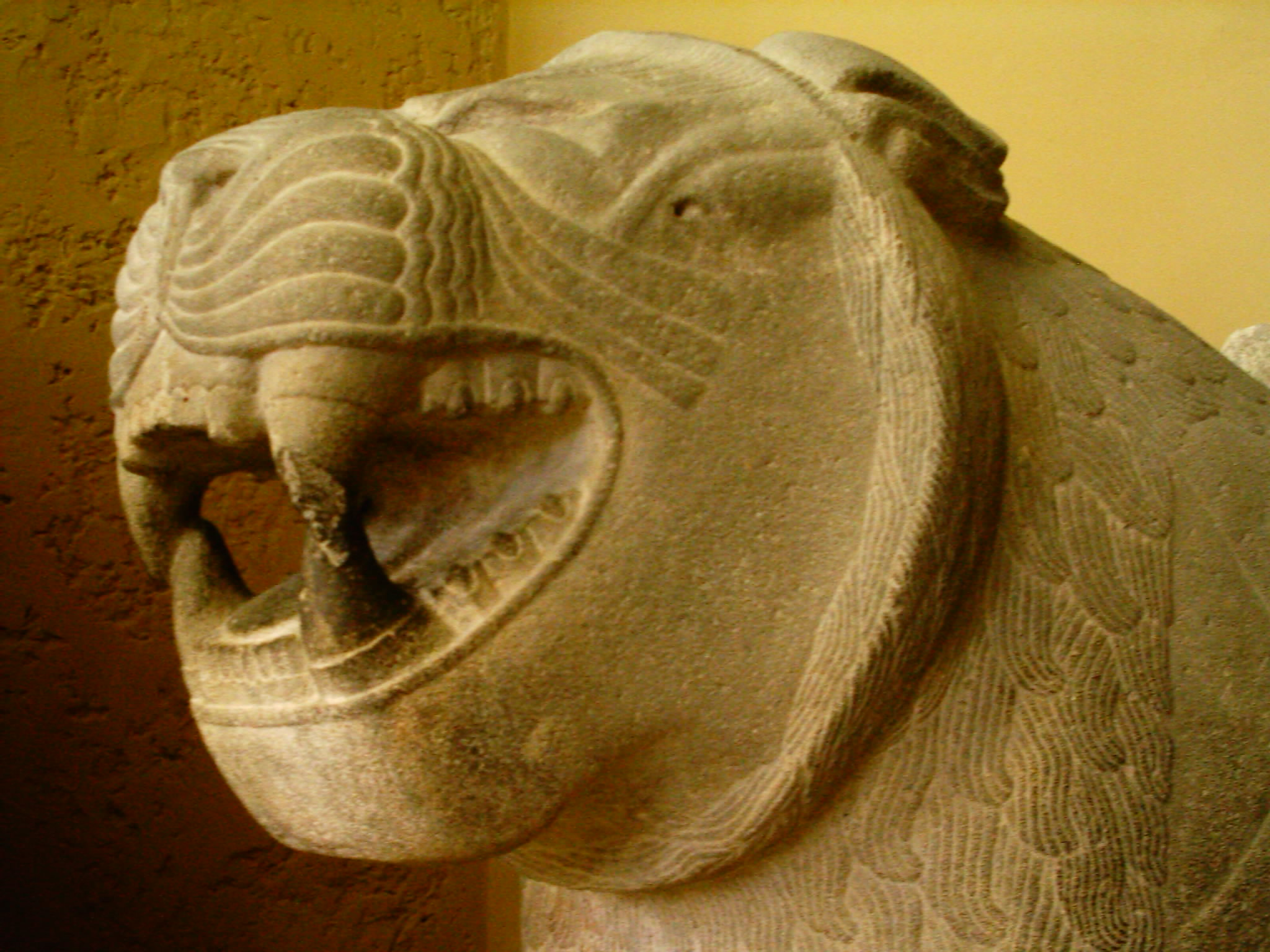
Szamali oroszlán, a hettita oroszlános motívumok arameus folytatása

Bizonyos értelemben az újhettita királyságok közül Karkemis a Hettita Birodalom egyenes folytatása, így elméletileg a hettita államiság története az i. e. 8. század legvégén ér véget. Karkemis uralkodói – legalábbis az első két uralkodóház, a hettita dinasztia és a luvi dinasztia mindenképpen – a hettita nagykirályok, sőt I. Szuppiluliumasz egyenes leszármazottai, és Hattuszasz végleges bukása után Kuzi-Teszub fel is vette a Hatti nagy királya címet. A karkemisi uralkodók országukat Hattinak nevezték, sőt még az asszír III. Sulmánu-asarídu évkönyveiben is (Hattinával egyetemben) matḫa-at-ti a megnevezése, azaz Alalah és Karkemis esetében Hatti népéről és földjéről beszél.
Az újhettita királyságokban az etnikum is nagyrészt hettita volt. I. Szuppiluliumasz ugyanis alkalmazta azt a hatalmi eszközt, amelyet az asszírok és sok más korabeli állam is, az áttelepítést. A szíriai térségben Szuppiluliumasz hódításai után nagyarányú lakosságcsere történt, a helyben lakó amoritákat és hurritákat Anatóliába, helyükre viszont hettitákat telepítettek. A lakosság így olyan nagy mértékben vált hettitává, hogy a hettita nyelv maradványai még jóval az arameus vándorlás után is megtalálhatók. Még az Észak-Szíriától nyugatra eső területeken is kialakult egy hettita–luvi–föníciai–arameus keveréknyelv, a szamali nyelv.
A karkemisi alkirályság már Szarhurunuvasz uralkodása alatt független lett, az önállóságot II. Murszilisz szerződésben biztosította. III. Hattuszilisz idején minden együttműködés megszakadt a két uralkodóház között. Karkemis ekkor viszonylag nagy kiterjedésű középhatalom volt. A későbbiekben több terület elszakadt tőle, először az Alalah–Ugariti Királyság, később Danuna, Szamal is.
Ebben a korban az észak-szíriai és kelet-anatóliai újhettita királyságok mellett Anatólia területén a tengeri népek törzseinek utódállamai alakultak ki, mint a fentebb már említett Danuna és Szamal. Ezek közé számolható még Lükia, Phrügia, Lüdia és a nyugat-anatóliai partvidéken kialakuló korai görög városok is. Lükia a lukkák területe, Lüdiában pedig a lüdök telepedtek meg, mindkét népcsoport eredete a már jó néhány évszázada a térségben lakó luvikra vezethető vissza. A lük nyelv egyenesen a luvi nyelv leszármazottja. Phrügiában a mushik (mušḫi) törzs telepedett meg, és későbbi eredetmítoszaik alapján európai elemekkel (trákok?) kiegészülve alkották a phrüg népet. Ugyanezek a mushik a Kaukázus térségében is megjelentek, mint a görög néven moszkhosz nép, akik a kartvéli törzsek egyikét, így a grúz nép őseit alkották. A nagy népmozgások miatt az írásbeliség visszaesett, ezért a térség e korszakbéli történelme nagyon kevéssé ismert.

#### Arameus kor (i. e. 10 – 8. század)
Közvetett módon tudható, hogy Karkemis urai Szangarasz koráig viselték a Hatti nagy királya címet, ugyanis ő volt az, aki elismerte, hogy egyetlen nagykirály, az asszír létezik. A folytonosságot a nyelv, az etnikum, az állam neve és az uralkodóház biztosítja, ezért a Hettita Birodalom utolsó uralkodójának Piszirisz tekintendő, akit i. e. 717-ben fosztott meg trónjától II. Sarrukín. Ekkor már csak Karkemis városa volt az uralkodó birtokában. Ezzel végleg lezárult a kereken egy évezredes hettita történelem. Az arameus vándorlás utáni időszakból ismert továbbá több luvi nyelvű, luvi hieroglifákat használó állam Anatólia keleti részén, mint Tuvana és Tabaal is. Tabaal az i. e. 9. század folyamán megerősödött, amikor huszonnégy fejedelemség egyesülésével létrejött a „Tabaal Királyságok” nevű állam. Ekkor uralkodója, I. Tuvatisz felvette a nagykirály címet, így Karkemis mellé felsorakozott egy másik nagykirály, aki pozícióját erősítendő azt állította, hogy Hartapu, azaz rajta keresztül III. Murszilisz leszármazottja.
Az újhettita királyságok általános sorsa volt az új hatalmi központok, az Újasszír Birodalom és Urartu elleni védekezés, egymással és egymás ellen kötött szövetségek, kiterjedt háborúk indítása és elszenvedése. Azokban az időszakokban, amikor Asszíria és Urartu egymással voltak elfoglalva, az újhettita királyságok hol ide, hol oda orientálódtak, aszerint, ki biztosította számukra a nagyobb függetlenséget. Volt olyan időszak – például II. Szarduri uralkodása idején –, amikor Asszíria és Urartu egyaránt a nyugati hódításokat erőltette, és ez nehéz periódusokat okozott, amelyek során védelmi koalíciók alakultak ki. Végül az újhettita királyságok sorban áldozatul estek a keleti szomszédoknak; az északabbra elhelyezkedők Urartu, a délebbiek Asszíria zsákmányai lettek.

## A hettita állam

### Államszervezet
A hettita állam teljes fennállása alatt küszködött a létrejöttét megelőző zavaros politikai helyzet következményeivel. A Hettita Birodalmat megelőző független városkirályságok függetlenedését megakadályozó intézkedésként olyan közigazgatási rendszer alakult ki, amelyben hercegségekre támaszkodott a központi kormányzat. Ezen hercegségek irányítása a korai időkben mindig az uralkodóházon belüli személyek kezében volt, később más előkelőségek is hatalomhoz jutottak. A hercegségek függetlenedése azonban már akkor is megindult, amikor még királyi hercegek vezették azokat. A késői idők két jellegzetes példája a karkemisi alkirályság, amelynek vezetői példaszerűen működtek együtt a Birodalommal, mindaddig, amíg az egyáltalán létezett. A másik véglet Tarhuntasszasz esete, amelynek hercegi kézbe kerülése végül a teljes Birodalom összeomlásához vezetett.
Az állam vezetője a király volt, de sohasem jutott kizárólagos, despotikus hatalomhoz, mindig is korlátját jelentette a pankusz és a tulijasz intézménye. Telipinusz törvényei a hettita Középbirodalom idején konzerválták is ezt a helyzetet: írott és egzakt jellegüknél fogva elősegítették ugyan a törvényességet, de meghagyták a korábbi rendszer maradványainak hatalmát.
A hettita társadalom egyes részletei a feudalizmust idézik. A szabad emberek két típusát különböztetik meg a szövegek, a „fegyver embereit” és a „kötelezettség embereit”. A fegyver emberei nem tartoztak semmivel a királyi háznak, csak a katonai szolgálatukkal. A kötelezettség emberei viszont meghatározott szolgáltatásokkal és adókkal tartoztak, úgymint kapálás, szántás, szállítás, termékek bizonyos hányadának adóként való beszolgáltatása, a futárok élelmezése, igás állataik rendelkezésre bocsátása az állami építkezésekhez. Ez a rendszer a középkori paraszt föld szerinti függéseivel párhuzamosítható. De párhuzamosítható a személyi függés is, mivel a helyi előkelőség képviselőiből alakított királyi bíróságok teljhatalommal rendelkeztek felettük.
A hettita katonai szervezetben a harcosok a nép szabad, földműveléssel vagy állattenyésztéssel foglalkozó tagjai közül kerültek ki. Ezek az emberek akkor hagyhatták el birtokaikat vagy legelőiket, ha családjuk megfelelő mennyiségű szolgával rendelkezett, akiknek munkája kiváltotta a családfő hiányát, valamint képesek voltak a fegyverzet árát kitermelni. E szolgák alapvetően két forrásból kerültek ki, a hadifoglyokból és a meghódított országok lakosságának elhajtásából. Az írnokok két különböző szóval jelölték ezeket, a foglyok az a-ap-pa-an-ta (normalizált alakja valószínűleg appant, vagy LÚŠU.DIB), a hadifoglyok a NAM.RA (hettita 𒉆𒊏 sumer 𒉆𒊏 namra = „martalék, konc, zsákmány”) kifejezésekkel kerültek feljegyzésre. A sumer logogramok olvasata valószínűleg arnuvala volt hettita nyelven.
II. Murszilisz például az Arzava elleni hadjárat után 66 000 NAM.RA érkezéséről tudósít. A szolgák egy része állami tulajdonban maradt, ők dolgoztak a palotagazdaságban és a templomok földjein. A foglyok egy részét szétosztották a háborúban részt vevő katonák között. Ugyanakkor az appantok egy része nem vált szolgává, hanem ellenkezőleg, katonai osztásföldet kapott, és a hettita hadsereg tagjává lett. Kis jelentőségű volt az adósrabszolgaság és a pénzen vett rabok léte. Míg a rabszolga rejtegetése, a szolga eltulajdonítása Hammurapi törvényei szerint halálbüntetéssel járt, addig Hattiban ugyanez csak pénzbírságot vont maga után.
A hettita törvények az ismert szövegek alapján nem általános rendelkezések, hanem inkább precedensgyűjtemények. Egyes vonatkozásokban részletesebbek más (főleg mezopotámiai) törvényeknél, másban elnagyoltabbak. Telipinusz törvényei az elsők, amelyek ránk maradtak, bár hasonló szövegekből több is ismert, de azok nagyon töredékesek. Két tábla viszonylag jól rekonstruálható, az egyik büntetőjogi kérdésekkel, családjoggal és a harcosok helyzetével foglalkozik, a második (Neszilim kódex) viszont rendszertelen paragrafus-összeállítás kereskedelmi tarifákkal és írnokok jegyzeteivel. Telipinusz kiáltványa rögzíti a trónöröklési rendet is. Törvényeik különleges eleme, hogy szemben a mezopotámiai és egyiptomi típusú törvénykezéssel a bűncselekmények indítékai, okai és körülményei szerint is különbséget tesznek. Az előre megfontoltság („gonosz szándék”) és hirtelen felindulás („csak a keze vétkezett”) itt jelenik meg először a jogtörténetben, és a szándékos emberölést kétszeresen büntették a véletlenhez képest. Sőt további differenciálást is alkalmaztak, kereskedő meggyilkolása esetén háromféle tényállást rögzíthettek: a rablási szándékot, a bosszút, amelynek nincs köze anyagi haszonszerzéshez, valamint a véletlen, vigyázatlan cselekedetet. Hammurapival vagy a biblikus törvényekkel ellentétben nyoma sincs a „szemet szemért, fogat fogért” elvének.
A hettiták a külkapcsolataikat is éppúgy szerződésekkel stabilizálták, mint a belső viszonyokat. Rengeteg államközi szerződés ismert ma már, nem csak a kádesi csata után keletkezett, előkerülése alkalmával a világot megdöbbentő hettita–egyiptomi szerződés. Ezek a szerződések rögzítik a felek jog- és hatásköreit és az együttműködés feltételeit, sőt egyes esetekben azt is, hogy a közösen viselt hadjáratok után a legyőzött országok ingó vagyonából kit milyen arányban illet a zsákmány. A szerződéses rendszer az óasszír kereskedelem korának maradványa, a kereskedelmi megállapodások fejlődtek tovább államközi szerződésekké, és ez ezer éven át a legfontosabb hettita diplomáciai eszköz maradt.
A középhettita korban (I. (II.) Tudhalijasz és I. Arnuvandasz idején) a felső vezetés már felismerte az államot belülről bomlasztó különutas hercegségek problémáját, ezért a belpolitikában is bevezették a központi rendeletek, hűségeskük és szerződések rendszerét. Mindenre kiterjedő hivatalos irányelveket fektettek le a Birodalom minden lehetséges belpolitikai vetületére. A kormányzat struktúrája valójában nem változott, de új kereteket kapott. Azonban minden szerződés annyit ér, amennyit betartanak belőle...

### A hadsereg

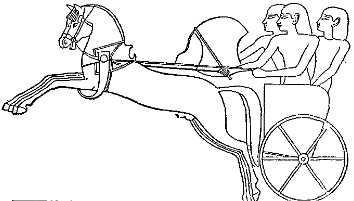
Háromfős hettita harci szekér egyiptomi ábrázoláson

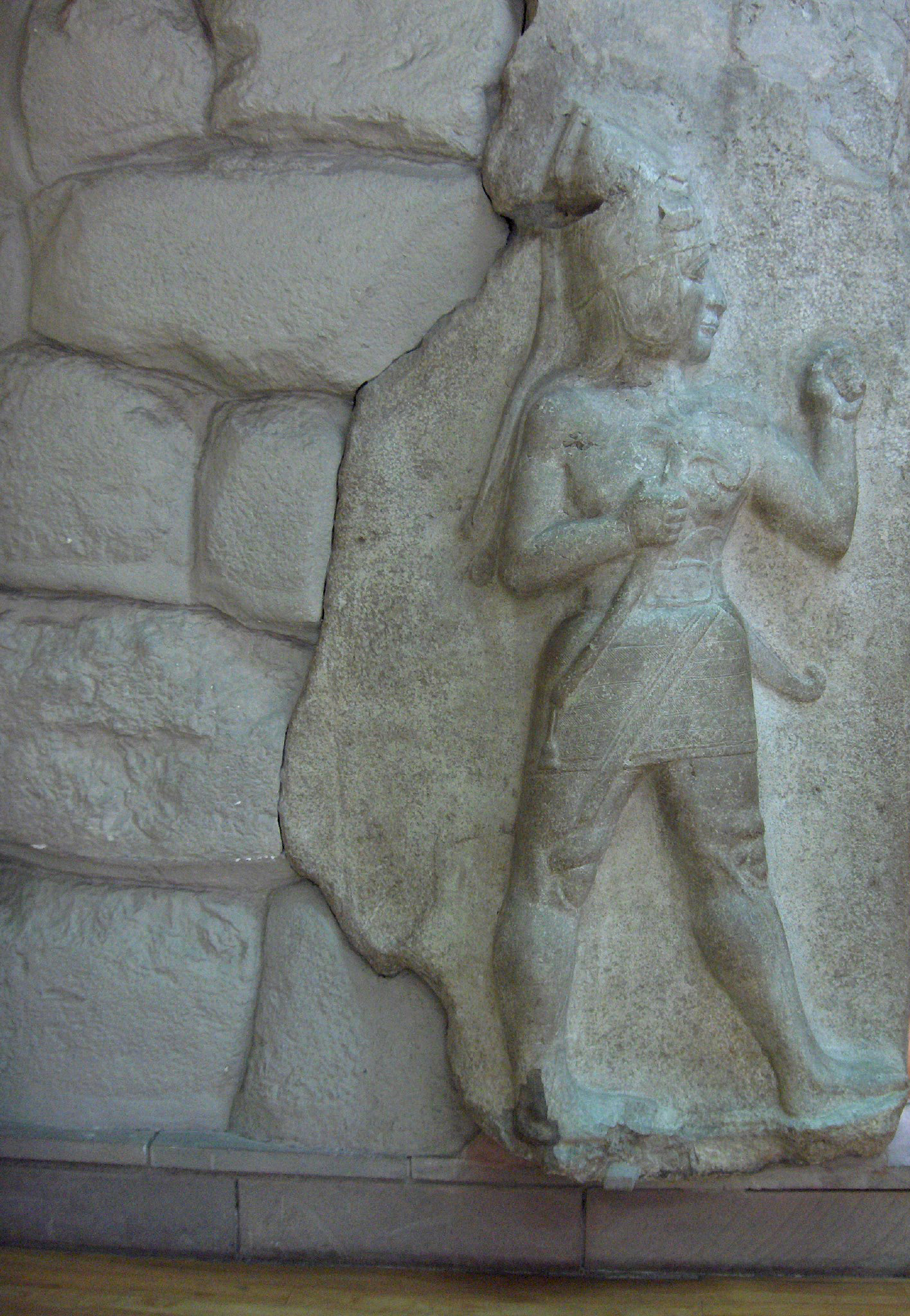
Gyalogos katona a hattuszaszi királykapuról

A hettita hadsereg a szabadokból állt össze, akik elhagyhatták földjeiket, mert volt elég szolgájuk ahhoz, hogy családjuk ne haljon éhen. Minél gazdagabb volt egy adott személy, annál drágább fegyverre tellett, az előkelőség tagjai a harci szekeresek sorát gyarapították. A hettita harci szekér egy i. e. 13. századi újítás révén különleges harceszköz volt; az általános kettő helyett három személyt hordozhatott, így a kocsis és a harcos mellett helyet kaphatott a pajzshordozó is. A harmadik személy feladata a küzdelemmel elfoglalt harcos védelme és a hajítófegyverek adogatása volt, így a hettita szekeres hatékonyabban harcolhatott, mint bármely más nép szekerese. A szekeret nem növelték meg, az újítás abban állt, hogy a kerekeit a szekér hátsó részéről középre helyezték. Ezzel csökkent a lovak terhelése és nőtt a szekér stabilitása.
A seregben a gyalogság csekély harcértékű volt, általában az ábrázolásokon látható jellegzetes egyenes karddal felszerelve, amelynek markolata félhold alakban végződött, és nagyon hasonlít a mükénéi kardokra. Olyannyira, hogy egyes kardleletek esetében máig vita folyik, hogy az argoliszi gyártmányú mükénéi B típusú kardról van-e szó, vagy hettita kardról (Tudhalijasz-kard). A gyalogos harcos fegyverzetére és ruházatára csak a hettita ábrázolások alapján lehet következtetni, de viszonylag ritka az ilyen. A hemitei reliefre faragott gyalogos az övbe tűzött egyenes rövidkard mellett a kezében egy körülbelül két méter hosszú döfőlándzsát tart, vállán pedig rövid íj van. Fején sisakszerű, valószínűleg bőrből készült sapka, testén derékig érő tunika. A hattuszaszi királykapu reliefén ábrázolt harcos határozottan csúcsos, fülvédős sisakot visel, felsőteste mezítelen, alul rövid szoknya látható. Jobb kezében íj, bal kezében feltehetően lándzsa volt, de ez utóbbi már nem felismerhető. A kard a medence bal oldalán hátul helyezkedik el, és bár nagyrészt takarásban van, valószínűleg nem övbe tűzött, hanem hüvelyben az övre akasztott változat.
A gyalogság ruházata és fegyverzete esetében az egyiptomi reliefek és az anatóliai szobrok eltéréseket mutatnak. Az egyiptomi forrásokon a hettita harcosok rövid ujjú, hosszú, köntösszerű öltözéket viselnek, fegyverük a lándzsa. Az anatóliai szobrokon viszont egy derékban övvel összefogott, rövid tunikát viselnek. Az ellentmondások magyarázata valószínűleg a hettita szövetségesek különbözőségében rejlik. Az autentikus ábrázolás a III. Murszilisz idejében és utána készült királyreliefeken látható, ahol a szarvkoronás uralkodó rövid szoknyát, felkunkorodó orrú sarut, lándzsát és/vagy íjat, derekára kötött kardot visel. Ugyanilyen ruházat látható az i. e. 13. századi határreliefeken is.
A hadműveletek ideje nyárra korlátozódott. Nyár elején megfigyelték az előjeleket, és ha azok kedvezőek voltak, kihirdették a hadjáratot. Nyár végén a hadsereg visszavonult téli szálláshelyére. A harci szekeres alakulatokat a nemesség alkotta, a nehézfegyverzetű gyalogság a szabad földműves rétegekből került ki. A faluközösségből hadi szolgálatra eltávozó földműves rabszolgákat kapott, hogy a gazdálkodásban ne legyen fennakadás.
A kádesi csata alkalmával II. Muvatallisz azért nem tudta kezdeti sikereit kiaknázni, mert a gyalogságát nem merte bevetni, félve attól, hogy teljesen felmorzsolódik. A hettita királyi haderő nem toborzott hadsereg volt, hanem a dicsőség és zsákmány, a ranglétrán és az anyagiak terén elérhető előrelépés reményében felsorakozó szabad parasztok és pásztorok, valamint a hódításból részt kívánó előkelőség alkotta.
A sereg másik fontos jellegzetessége az állam szövetségi jellegéből adódott. A kádesi csatát megörökítő egyiptomi feliratok 19 seregrészt sorolnak fel, amelyből csak egyik a „Ḥt”, vagyis a királyi haderő. A többi tizennyolc a szövetséges vagy meghódított tartományok hada. A legnagyobb gond mindig abból adódott, hogy ezeket a seregrészeket az adott ország elitje irányította, így a hettita hadseregből hiányzott az egységes vezetés. Emellett természetesen az egyes csapatok harcértéke is nagyon különböző lehetett, ami korlátozta a bevethetőséget, vagy adott esetben katasztrofális következményekkel járt a bevetésük. Egy ilyen katasztrófa volt a nihrijai csata is.

### Gazdaság
A hettitáknál már az i. e. 15. században megkezdődött a vaskor. Sokszor – leegyszerűsítve a folyamatot – a hettiták tervszerű fejlesztésének tudják be, illetve jelentős szerepet tulajdonítanak a vas felhasználásának a hettita katonai potenciálban. A valóság azonban ennek épp az ellenkezője volt.
A hettiták az asszír kereskedőkolóniák megszűnte után nehezen jutottak hozzá a bronzkészítéshez szükséges ötvözőanyagokhoz (ón, antimon). Kereskedelmi kapcsolataik az óasszír kor óta nem voltak kiterjedtek, mert az ország részben naturális, részben redisztributív jellegű termelési rendszere nem tette lehetővé a jelentős árutermelést, vagyis a piacozást. Sem cserekereskedelemben, sem egyenértékes kereskedelemben nem vehetett részt az ország, legfeljebb a Királyi ház. Anatóliában nincsenek jelentős aranylelőhelyek sem, ami a pénzforgalom beindítását lehetővé tette volna. Az asszír korban még jelentős ezüstlelőhelyek szintén kimerülőben voltak. Ezen okokból kifolyólag a hettitáknak sosem állt rendelkezésre elegendő bronzfegyver.
A bronzfegyverek pótlására alkalmazták az abban időben felfedezett nagy vasérclelőhelyek nyersanyagát, illetve az abból készíthető vasat. A mai Niğde Massif nevű hegyen, a korábbi tuvanuvai mészkő- és márványbányák környékén volt az egyik legnagyobb vasércbánya. A vas ekkor – az ötvözetlen fémalapanyagnak és a viszonylag hideg kovácsolásnak köszönhetően – a réznél keményebb, a bronznál jelentősen lágyabb, ráadásul gyorsabban korrodálódó anyag volt. A vasfegyverek kevésbé voltak hatékonyak, mint az abban az időben széles körben elterjedt bronzfegyverek. Mindezen okokból leszögezhető, hogy a hettiták kényszerűségből alkalmazták a vasat, és ezen új anyag határozottan rossz tulajdonságait csak az ellensúlyozta, hogy nagy mennyiségben, olcsón és a távolsági kereskedelem igénybevétele nélkül állíthatták elő.
A korabeli távolsági kereskedelem útvonalai nemcsak az asszír korban, hanem később is Hattuszaszon keresztül vezettek, de már egészen más kiinduló és célállomásokkal. Az i. e. 2. évezredben a tengerhajózás még nagyon kezdetleges fejlődési fokon állt, amelyről az Odüsszeia nyújt képet. Ezért az égei térségből Akurit (vagy Ugarit) és Büblosz felé és vissza irányuló szárazföldi kereskedőutak – jókora kerülővel – érintették Hattuszaszt. Ezek a föníciai városok korábban is kereskedelemmel foglalkoztak, de míg korábban kizárólag a Mezopotámia és Egyiptom közti kereskedőutak érintették őket, az i. e. 2. évezredben hármas csomópontokká lettek Asszíria, Hatti és Egyiptom között. Az i. e. 13. század folyamán Hattuszasz éppen azért veszthette el korábbi jelentőségét, mert a tengerhajózás nagy fejlődésen ment át, és a kereskedelem áttevődött a kikötővárosokba. Ennek egyik jele, hogy több hettita nagykirály is hosszabb időt töltött a valahol délen elhelyezkedő Tarhuntasszaszban.
A pénzforgalom meglehetősen kezdetleges állapotban maradt. Anatóliában az ezüst túl sok, az arany túl kevés volt ahhoz, hogy jó egyenértékes lehessen. Általában az ezüst értékében számoltak, a kereskedelemben azonos ezüstértékű ingóságokat cseréltek. A távolsági kereskedelem a luxuscikkekre korlátozódott, a belföldi a naturális jellegű termelés miatt jelentéktelen volt. A kereskedők – talán az asszír kereskedők emléke miatt – a társadalom alsó fokain foglaltak helyet, egy kereskedő gondatlan meggyilkolása miatt csak akkora bírságot kellett fizetni, mint egy rabszolgáért.
Az ezüst bősége a többi, ezüstben kevésbé gazdag területhez képest drágaságot okozott. Átlagban a réz–ón–ezüst váltási aránya 60:10:1 volt, ez azonban jelentősen változhatott a bányáktól való távolsággal. Assurban 15(14):1 az ón-ezüst arány, Anatóliában viszont 7(6):1. Ez azt jelenti, hogy egységnyi ezüstért Assurban kétszer annyi ónt lehetett vásárolni, mint Anatóliában. A réz Anatólián belüli belső forgalma nagy volt, míg kifelé alig vittek. Ennek az a magyarázata, hogy az anatóliai 60:1 réz-ezüst arány helyett Assurban 100:1 volt az átlagos, sőt ismert 136:1 arányú vásár is. Vagyis a réz Assurban olcsóbb volt, a drága anatóliai rezet nem szállították el. Az árfolyamok gyakran változtak, de az ezüst értéke sosem vált nagyon magassá, és ez önmagában meghatározta a lehetséges csereáruk körét. Egyiptomban már-már hiperinflációnak számított, amikor III. Ramszesz idején hasonló ezüst–réz árfolyam alakult ki.
A mina (MA.NA) és a sekel (šiqlu) voltak a korban használt tömegmértékek. Ezek is asszír mintájúak. A mina 60 sekelt ért. Egy mina (tömegegységként) körülbelül 0,5 kg, így az egyenértékes rendszerben 1 mina (mint pénz) 0,5 kg ezüstöt, vagy annak értékét jelenti. A kereskedelem beszűkülését és gazdasági súlyát jól mutatja az a tény, hogy a kereskedők jogállása nagyjából a kézművesekével azonos. A birodalom belső élete az önellátó gazdálkodással működő szabad faluközösségekre épült. Ezeknek a terményadója és közmunka-kötelezettségei tartották el a hadsereget és az uralkodó rétegeket. A redisztributív rendszer a központi hatalom gyengülésével az állam működését gyakorlatilag lehetetlenné tette, a különböző térségek jellemző termékei közti csere megszűnt, és ez vezetett a III. Hattusziliszt követő időszak éhínségeihez, majd a hettita állam végleges megszűnéséhez.

## Kultúra

### Vallás
A hettita mitológia – ahogyan a nép is – kevert jellegű. A kutatás ma általában úgy tartja, hogy a hattik és az asszírok mítoszai alkották a mitológiai alapjait, amelyet az i. e. 2. évezred közepe után jelentős hurri hatás ért. A hattik mitológiája azonban ismeretlen, és csak a hettita forrásokban fennmaradt istennevek, történetek alapján lehetne erre következtetni. Jelenleg a hatti eredetűnek tartott istenek és mítoszok elkülönítése csak nyelvi alapon lehetséges, eszerint a nem-indoeurópai eredetű elemeket tartják általában hattinak. Azonban a nyelvelméletek általános bizonytalanságából eredően ez az álláspont még változhat.
A kevert jelleg a mezopotámiai típusú kozmikus istenségek, és a természeti erőket megszemélyesítő, a későbbi görög mitológia isteneire hasonlító istenek együttes jelenlétéből adódik. Mezopotámiában a Föld, a Hold, az Ég és a Nap voltak a legjelentősebb kultuszok tárgyai. Közülük nagyon fontos szerepet játszott Hattiban az arinnai Napistennő, valamint még két Napisten, DUTUnepišaš és DUTUtaknaš (az Égi Nap és a Földi Nap). A többi kozmikus isten azonban nem játszott különösebb szerepet a hettita mitológiában, mint Ellel és Alalusz égistenek és Hepit égistennő (amely utóbbinak kultuszai egybe is olvadtak Hannahannah kultuszaival), vagy Kaszku, a Hold-, illetve Arma, a másik Holdisten. A hettiták közvetlenül is átvettek akkád kultuszokat, például Enlilét vagy Istárét.
A hettita főistenek ezzel szemben a természeti istenek voltak, mindenekelőtt a rendkívül sok néven és rengeteg kultuszhellyel rendelkező Viharisten. A viharok megszemélyesítője általában Tarhuntasz (Taru, Tarḫun), de Vuruszemusz és Nerik is ugyanilyen tiszteletben részesültek. Mind Tarhuntasszasz, mind Nerik a hettiták szent helyei közé tartozott, sok más településen volt azonban helyi Viharisten-kultusz is. Így például Szarisszasz, Szapinuva és Cippalanda Viharistene, az utóbbi neve DIŠKUR URUZi-ip-pa-la-an-da. A panteon legfontosabb alakjai vagy további természetistenek (Hazzi a hegyek, Inara a vadállatok istene), vagy termékenységistenek, mint Hannahannah. Az istenek második generációja már ezekből levezethető tevékenységi körű, mint Telipinusz, aki az időjárás (Tarhuntasz) és a Nap gyermekeként a gazdálkodás védnöke.
A helyzetet tovább bonyolítja, hogy a luvik és palaik istenei hasonlóak a neszaiak isteneihez, de más nevük van. Azonosításuk sokszor gondot okoz. Így például a hatti Esztan, palai Tijac, luvi Tivat és hurri Simegi kultuszai az arinnai Napistennőhöz hasonlóak, ugyanakkor ismert egy Isztanu nevű hettita isten is. Ezt a bonyolult panteont az i. e. 2. évezred közepe után erős hurri befolyás érte. A hurri panteon és isteneik nevei jobban hasonlítanak a mezopotámiai mintákra. Az i. e. 14. században már gyakorlatilag minden istent új, hurri nevén tiszteltek Anatóliában. Például Tarhuntasz Tesub lett, Hannahannah Hebat. Eközben több olyan új kultusz jelent meg, amelyről korábbi adat nincs, mint például Kamruszepa, Sausga, Kumarbi és Kusuh.
A Hettita Birodalomban nem volt kanonizált vallás, nincs ismert teológiai irat, az egyének hite teljesen bizonytalan. A vallással kapcsolatos adataink szerződések, fogadalmak említéseiből származnak, illetve néhány imádságból. Ezek is többnyire későiek, a hurri hatás utánról származnak. A fennmaradt utalások szerint a korai hettita korban még voltak olyan henoteisztikus vonások, mint Egyiptomban, de Anittasz után már nem kimutatható. Miután Anittasz Neszába gyűjtötte a korabeli világ minden fontos hatalmi jelképét – ezek közt istenszobrokat, kultusztárgyakat –, a továbbiakban nem mutatható ki területi istenek főistenné válása. A későbbiekben tiszteletben tartott nagy kultuszhelyek (Nerik, Szapinuva, Arinna, Tarhuntasszasz) mind a korai bronzkor jelentős önálló államai voltak, és a későbbiekben inkább a szinkretizálás figyelhető meg, semmint a területi henoteizmus.
A fennmaradt kis számú vallási irat közül a hettita Gilgames-eposz (GIŠ-GAM-MAŠ), a Telipinusz-mítosz, az Égi királyság a legfontosabbak, ezek mellett összefüggően, vagy valaha összefüggően, de ma már töredékesen az Aszertu és a Viharisten, az Ének Ullikummiról, a Gurparanzahu Agadében, a Kaszku lehullik az égből és a Yozgat-tábla foglalkozik mitológiai témákkal. Ez utóbbi – a Telipinusz-mítosszal együtt – az eltűnő és visszatérő termékenységistenekről szól, és a napfordulós rituálék darabjai lehettek.
Mintegy 150 mitológiai tárgyú, himnuszokat, imákat és énekeket tartalmazó, valamint rituális témájú dokumentum maradt fenn, amelyeket a hettita szövegek katalógusa a CTH#321-től a CTH#500-ig foglal magába. Ezek közül az egyik legjelentősebb az Arnuvandasz és Aszmu-Nikal imája címen ismert irat (CTH#375) és A Viharisten és a kígyó című (CTH#321), amely Illujankasz és Tesub küzdelmét meséli el, miközben a hettita panteon jelentős részét felvonultatja. A vallásos-kultikus szövegek terén jelentősek a szarisszaszi feltárások, ahol gyakorlatilag minden előkerült tábla ilyen jellegű. Ezek jóslatok, kultuszleírások, templomi leltárlisták és a rituálék leírásai.
A hettita lélekfogalom is alapvetően különbözik a mezopotámiai szemita elképzelésektől. A hettiták lélekhite szerint a test és a lélek nem azonos, egymástól elkülönülő két szubsztancia. Ez tette lehetővé a hettiták számára a hamvasztásos temetkezés terjedését. A szemita népeknél a Kuttamuva-sztélé az első, ahol a test és a lélek egységéről és azonosságáról vallott korábbi lélekhit változása tetten érhető.